# 屍姫
『屍姫』（しかばねひめ）は、赤人義一による日本の漫画作品。『月刊少年ガンガン』（スクウェア・エニックス）にて、2005年5月号から2014年9月号で連載された。同名の読み切り作品が3本、連載前に掲載されている。2014年7月時点でコミックスのシリーズ累計発行数は約200万部を記録している。
テレビアニメが、2008年10月から12月までは『屍姫 赫』（シカバネヒメ アカ）、2009年1月から3月までは『屍姫 玄』（シカバネヒメ クロ）のタイトルで放送された。

## あらすじ
強い未練によって動く死体 - 屍（しかばね） - を狩る屍の少女たち、それが屍姫。彼女たちは「光言宗」の僧侶と契約を結び、屍を殺し続ける。彼女たちが屍を殺す理由、それは「光言宗」と結んだ3つの戒律（ルール）のため。その戒律とは、
1. 108人の屍を殺せば天国[注 2]へと行ける。
2. 一度選んだら途中退場は出来ない。
3. たとえ殺されても文句は言わない。

人を殺す屍と、屍を殺す屍姫。両者の戦いは激しさを増していく。そして、屍姫とその契約僧たちの悲恋を描く。

## 登場人物
声は、「テレビアニメ版」（2008年–2009年） / 「単行本17巻初回限定特装版ドラマCD」（2012年）への声の出演者。

### 光言宗

#### 主要人物
星村 眞姫那（ほしむら まきな）
声 - 秋山奈々 / 沢城みゆき
- 年齢：享年15（読み切りでは14）
- 誕生日：11月28日
- 身体：151センチメートル・48キログラム A型
- 好きなモノ：星空、キャベツのみそ汁、コーンポタージュ
- 嫌いなモノ：ムカデ、香りの強い食べ物、船酔い
- 特技：足でカギを開けられる、サクランボのヘタを口で結べる、暗算
- 未練：七星への復讐、田神景世、花神旺里

連載作品および読み切り3作目の主人公。光言宗開祖の高弟十人の家系である『偉家十聖』の1つ、「星村」の娘であり、優しい父母の下で何一つ不自由なく育ったが、「七星」に襲われ、家は断絶、自身も八つ裂きにされ殺されてしまう。その際に、屍姫としての素養が認められたため、かねてより親交のあった景世に身請けられ、彼の屍姫となる。戦闘に赴く際はジャケット型のセーラー服を身に纏い、武器としてMAC11サブマシンガンをよく使用する。
飾りより実用性を重んじ、質実剛健を地で行く性格で、かなりのリアリスト。嘘やごまかしのなく、ハッキリと物事を断じるその言葉は無愛想で冷たい印象を他者に与えがちであるが、反面率直で爽やかと言える。また、戦場を離れた彼女は情に篤い一面を多く見せ、信頼する人には一途で純情な年頃の少女らしいところを多く見せることも。
一方で、屍との戦闘に当たっては一切の油断も容赦もなく、敵を滅する冷徹さを持っている。敵を倒すためならば、自ら傷つくことを恐れず、時には敵の懐に飛び込む「覚悟」も持ち合わせる。その由縁とは、彼女の未練である「七星」への復讐心に他ならない。よって、彼女は108の屍を越えた地になど興味はなく、ただ七星を討つためにのみ邁進する。それはかつてあった幸せの記憶を取り戻し、戦いの中途で散った戦友である景世の姿を無価値なものとしないためである。
景世の死に際しては強く悲しみ、一時は戦う理由さえ見失ってしまったが、「七星」狭間との戦いの中で再び屍姫として戦う道を見出す。だが、景世を想う心はそのまま彼への未練へと転じ、「縁切り」の儀式にも失敗してしまう。その未練は「呪い」に変質し、それに魅入られた彼女は、景世に託されたオーリのことも冷酷なまでに突き放した。
しかし、ヒトガタとの戦いの中で、オーリにかけられた言葉、捨て身の行動によって、彼が景世を過去のものとせず、景世を想う気持ちは自分と同じだと分かち合った。そして、共にその「呪い」を宿したままに再び戦うことを誓う。なお、彼女の「呪い」は主に驚異的な回復力と身体能力の強化である。とくに七星に対しては絶大な力を発し、忌逆の陣地を素手で破壊するなどしている。強力だが、その分契約僧にかける負担は非常に大きく、下手を打てばオーリの命を奪いかねない。また、純粋に七星のみを対象にした呪いであるため七星以外の屍には効果が薄く、現に教主であるミラム・バルドゥやリオン・リン、王には時間稼ぎ程度しかできなかった。
当初は一介の屍姫程度の実力しかなく、通常の屍相手にも手こずることが多かったが、御霊封神の経験を経て大きく成長。白江曰く「屍と相対し屍を打ち伏せ屍に勝つための屍の体術」を習得し、通常の屍程度であれば素手で瞬殺できるようになった。
王との戦いが終わったあと、死んだと思っていた双子の兄、星村黒白が目の前に現れ再会に涙するが、黒白によって腹部を吹き飛ばされる。さらに屍姫の存在を否定されたことにより「家族の復讐」というマキナの未練の根幹が揺らぎ、一時消滅しかけるものの、オーリの想いによって「復讐」以外の気持ちが芽生えたことで生き長らえることができた。
その後、三度の救世を経て仏と化した黒白との最終決戦、復讐の元凶である「七星」の北斗との肉弾戦の果ての勝利を経て未練は消失し、オーリの腕の中で満足な表情を浮かべながら、12月29日に屍姫としての死を迎えた。
田神 景世（たがみ けいせい）
声 - 藤原啓治
- 年齢：享年33
- 誕生日：1月11日
- 身体：184センチメートル・80キログラム O型
- 好きなモノ：梅茶漬、塩昆布、日本酒
- 嫌いなモノ：特になし
- 特技：凧揚げ、オオクワガタ飼育

依海市・八名津市地区の守護を務めるマキナの初代契約僧。僧階は少僧正。
幼少のころ、両親を亡くすが、「田神」が「星村」の分家である縁もあり、マキナの父である星村天遣（ほしむら てんけん）の世話の下で育った。中学卒業後は、光言宗傘下の高校、短大を卒業後、本山に入り本格的修行を開始する。後、10年前から、長く放置され荒廃していた『世空寺』を住職として立て直す一方、光言宗系児童福祉施設『大麟館』の管理・運営を行ってきた。
それらが軌道に乗ってきたころ、屍へとなりかけたマキナと再会を果たす。彼女は怒りと未練に身を焦がし、放置すれば屍と化していたため、半ば苦渋の決断を下し彼女の契約僧となる。元々突発的に契約僧となったため、術法や座壇について専門的な教育を受けておらず、座壇も所有していない。そのため、彼の戦闘は恵まれた体格を活かした近接戦が主で、神丹酒や経典等と言った多種多様な法具や道具を利用した体への反動が強い無茶な戦い方が多い。
ただ、度々怪我をこしらえては帰ってくる彼であるが、日常においてはバカをやってばかりの生臭坊主に見えないこともない。茶髪にサングラスと言う僧侶らしくない姿に加え、大麟館の子ども達に変なことを教えたり、オーリにエロ本のコレクションをこっそり進呈したり、「ZENBUNOSE」の大ファンであったりと、その例は枚挙にいとまが無い（アニメではオーリの引っ越し祝いに「ZENBUNOSE プチっと」のグッズを大量にプレゼントして部屋に飾りつけた）。あと、巨乳好き。このことからマキナからも破戒僧と呆れられている。
もっとも、それは周囲に対するいたわりや人情に満ちた上での態度であり、聖職者としてもきっちりとした死生観を持っている。マキナに対しても、光言宗としての理でなく、一人の人間として接するなど、包容力のある大人としての態度を見せ、その信頼関係は極めて強い。
自らの霊的障害を省みずカウンターアタックで「棺」を破壊し、「七星」雷輪（アニメでは赤紗）との戦いに辛うじて勝利したものの、「棺」を破壊されたため本腰を入れてきた赤紗と死面（アニメでは赤紗と「七星」湖惑）の策にかかり、瀕死の重傷を負う。死を覚悟した彼は大切な人々とマキナを守るため、オーリにマキナとの契約を譲渡し息を引き取る。それは最後まで「家族」を想ってきた彼にとっては苦しい決断だったが、それでも死に際して彼らを見つめる顔は穏やかなものを保っていた。彼の死によって、いかに多くの者に涙を流させたかが彼の影響の大きさを偲ばれようものである。
花神 旺里（かがみ おうり）
声 - 羽染達也、小林由美子（少年時代） / 梶裕貴
- 年齢：16歳
- 誕生日：7月7日
- 身体：167センチメートル・52キログラム O型 Rh-
- 身分：依海高校1年生。マキナの契約僧
- 好きなモノ：甘味（特にあんこ）、牛乳、ネコ
- 嫌いなモノ：刺激の強い香辛料、クール系、ミント系の食べ物
- 特技：必ずハズレを引くこと

幼少のころに景世に拾われ、景世の寺『世空寺』の隣にある児童福祉施設『大麟館』で育てられた少年。寮を出てからは肉体労働系のバイトをしつつ、近隣の古いアパートで一人暮らしをしている。不器用で、何かと貧乏くじを引く日常を送っているが、反面誠実で責任感が強く、誰からも好かれる人柄の持ち主。本人も自覚して諦めるほど極端に運が悪く、自販機でおしるこを買おうとしたらなぜかホットのコーラが出てきたりとあり得ない事態に遭遇することも多い。
拾われた当時は、親の存在や道具の使い方が記憶になく、感情を「知らなかった」などその出生は謎に包まれている。しかし、飼っていた猫の死と、景世の思いやりを切っ掛けに初めて涙を流し、以後は人間らしい感情を表すようになった。普通の人間は全て眠ってしまう誘眠香が効かないなど常人とは違う「何か」を持ち、黒猫や「大群」いわく「死を呼ぶ不吉（前述）」。実は「奇縁」なる数奇な運命の持ち主で、前述の運の悪さや「大群」等から向けられる興味はそこに起因するらしい。予測不明で、持ち主の心持しだいで自在に変化するという星の下に生まれた彼は「七星」にも、マキナと共々に「敵」と布告された。
「物事の本質を見る」七星・北斗の目には「ねこ」と映り、黒猫にも「元々お前の体は俺たちの物」と言われるなど、その過去には猫と強いつながりがあるようである。
16歳の誕生日に、不用意な行動を取ったため死面の罠にかかり、操られての上のこととは言え、景世を刺してしまう。正気を取り戻した後、瀕死の景世から契約譲渡され、新たにマキナの契約僧となった。デリカシーのなさに呆れることはあっても、景世のことは本心では慕っており、目の前で大切な人を失う無力感を知り、それを自分にも他人にも味わわせないことを決意。光言宗に入信し、マキナと共に戦う。
契約僧としては新米中の新米なため「座壇」はおろか法具の扱い方まで手探り状態の危なっかしい彼であるが、多くの人々に支えられ、日々努力を重ねる。また、『結縁灌頂』を行った際に、途中で樒の葉が飛散し全て曼荼羅に落ちるという結果となり、例外上の特例として仏尊ではなく『光明真言』と結縁している。守護となる『光明真言』には、最初は加護による恩恵も専用の法具も存在せず、「未来への可能性が広がった」だけである。
自他共に認めるあんこ党で、あんころもちに至っては放っておくといつまでも食べており、時々チョコシェイクをかけて食べるほどの好物らしい。さらに、自宅には尊敬するアンコ職人オスマン・アンコンのポスターまで貼っている。
実は、屍と化した母親から生まれた存在であり、それゆえに「黒猫」という形の屍に近い能力を持つ「屍の子」（アニメでは歪質が、原作では貞比呂がその言葉を語った）。本性を露わにした黒猫に何度も心が折られそうになるが、最終的に黒猫の正体である11人の赤ん坊と和解したことで、自力で「影」を操ることができるようになった。
その後、マキナたちと一緒に黒白との最終決戦に挑み、絶対的な差を見せられながらも勝利を収める。そして、30分のインターバルを経てのマキナと北斗の最期の戦いを見届け、勝利したマキナの最期を見届けた。だが、黒白との戦いで限界をはるかに超える呪いをその身に受けた影響で、自身の寿命が致命的なまでに縮小してしまい、本編終了時には自身の寿命がわずかであることを実感していた。
アニメでは、歪質の策謀によって黒猫と同化してしまい屍としての本能が開花。本能に従い子供達を喰らおうとするが、オーリの人としての心とオーリの心情を察した黒猫によってすんでのところで止まり、マキナによって人としての姿と心を取り戻す。屍である歪質と自分は同じかもしれないと認めるも、それでも生者として生きると決意し、彼を打ち滅ぼした。
黒猫
声 - 堀江由衣
- 未練：母親

人の言葉を語る不思議な黒猫。他の人間には見えず、その姿と声はオーリにしか見えないし、聞こえない。ただし、神生真世はその存在を感じ取っており、また「七星」忌逆と対面した際には、その存在を看破された上で、頭を叩き潰されている。
黒猫もまた、オーリを「死を呼ぶ不吉」と呼び、彼を屍との戦いの場に導き、時には助言をする。当初は普通の黒猫の姿だったが、人語を語るようになってからは右目が人の口のようになった。自らのことは「俺達」「僕等」などと呼び、その人数は「11人」であると発言している。教主ミラムの表現を借りると、「実体化した未練として存在する混成意識の集合体」ということになる。
姿の見えない時も、常にオーリの側にいて見守っているようであり、必要に応じて姿を現す。霊気が尽きて屍にとらわれたオーリの身体を借りて屍と戦う。彼が「表」に出ている時は髪が黒く染まり猫のように逆立ち、その他瞳や仕草も猫のようになる。「11人」の子供の影を操り、屍の影に触れさせた部分の動きを一時的に封じる「死の錯覚」を使う。「死の錯覚」を応用することで、致死性の攻撃を事前に感知できる。ただし、その性質ゆえに直接命の危険には結び付かない行動は予測できない。
その正体は、死して屍と化した旺里の母が「未練」という本能のままに連れ去ってきた末に衰弱死した11人の赤ん坊の怨念体。最初はある程度の協力をしていたが、すべては自分たちを死に追いやった女性の子供の旺里に復讐するために動いていて、次第に本性を露わにして言葉巧みに旺里の心を壊そうと目論んでくる。しかし、決着をつけるためにマキナと一緒に4歳まで住んでいた自分の生まれた団地の一室に戻って来た旺里は、ようやく黒猫の本当の目的を知ってすべてを理解しそのころの記憶を思い出したが、11人の赤ん坊の大半の憎しみと怨みをその身に受けた上にこの子らに謝罪したことや、赤ん坊たちもまた、4歳になった旺里が屍と化した母から壮絶な虐待を受ける姿を死ぬ時を迎えるまで目の当たりにしていたのを思い出したことで徐々に怨みや憎しみが消えていき和解に至る。そして、自分たちの力をすべて旺里に託して成仏して逝った。
アニメでの設定
アニメでは旺里が飼っていた猫が死んだ後から姿を現すようになった描写がされている。また、マキナにも一応感知はできるが、普通の猫との差は気付いていない。その正体は「オーリの母が殺した子供たちの精神の集合体」であり、歪質により旺里と一体化し体中に眼（黒猫の眼と同じ形）と鋭い歯が並んだ口があるという醜悪な黒い巨体に変貌するが、旺里の意思を汲み歪質と戦い消滅する。
荒神莉花（あらがみ りか）
声 - 千葉紗子
- 年齢：23歳
- 誕生日：4月3日
- 身体：171センチメートル・55キログラム O型
- 好きなモノ：花、春、掃除
- 嫌いなモノ：毛虫、汚れているところ
- 特技：料理（免許を持っている）

偉家十聖の1つ「荒神」の出身で、高峰の副官を務める女性。
物腰が丁寧というよりも堅く、自分より僧階の低い景世にも敬語で話すなど、生真面目な様が見て取れる性格。若くして権僧正という高位に上ったことを、実家「荒神」の力と卑下することもその表れである。一方、結構感激屋で涙もろいところがある。
彼女は幼いころから、多くの契約僧を輩出してきた「荒神」の一員として様々な修行をさせられ、自由のない生活を送ってきた。そんな中、小学5年生の時に出会った早季が唯一の友達だった。しかし、早季に対して何をすることも出来ず死なせてしまったと、自責する彼女は早季を屍姫として、再会することを決意する。元々、長髪であったが事故で髪の毛が短くなり、彼女はそれから髪を伸ばすことを止め、10年の修行の後、冷凍保存していた早季の死体を屍姫としたのである。
彼女を屍との戦いに駆り立てる理由は十聖としての責務だけでなく、親友である早季と共に在るためでもある。同門の出である景世のことはかねてより慕っており、彼を殺した「大群」のことを強く憎む。そして、現在は残されたマキナとオーリの世話をしたりと彼女らのことを何かと気にかけている。それも彼女の責任感の強さと心細やかさが見て取れる一例である。
スタイル抜群の美人であり、サイズFの巨乳は自分の屍姫である早季にとっては格好のいじりネタである。公的な場では袈裟でしっかりと服装を固めているが、戦闘においてはショートパンツにビキニ風の下着、その上に羽織というきわどい服装になる。
「荒神」の家は医療技術に長けており、彼女自身も優れた医療技術を持つ。普段は大学院に在籍する傍らで本山の専属医師として常駐し、契約僧や屍姫の治療を行っているが、戦闘時には切り札として「荒神」の医療技術を最大限に高める鉤爪状の法具「金爪異掌（こんそういしょう）」を右手に装着、同名の座壇を展開する。メスのような長い爪と、大木をも切り裂く極細の糸を使って攻撃し、糸は相手の体内に潜り込むと、自分の神経のように自在に操れる。
リオン・リンの強襲を受け致命傷を負うが、早季の捨て身の行動により早季と融合する形で命を救われる。それ以降は、髪の毛がロングヘアになるなど、若干容貌が変わった。
天瀬早季（あませ さき）
声 - 菊地美香
- 年齢：享年10（精神も10歳）
- 誕生日：8月8日
- 身体：121センチメートル・28キログラム B型
- 好きなモノ：（主にしょっぱい系の）お菓子、ジュース
- 嫌いなモノ：ピーマン、苦い薬
- 特技：ポテチ銘柄当て
- 未練：幼くして死んでしまった無念さ

莉花の屍姫。契約僧である莉花でも手を焼くほどの毒舌家。莉花の巨乳や性格をネタにしてからかっている。見た目は幼いが戦闘能力は高く、主に双刃の長柄斧（アニメでは巨大なハンマー）を武器として莉花とのコンビで戦う。お菓子が大好物。
生前は莉花の親友だったが、土蔵で二人で花火をしようとした際の事故で全身に大火傷を負い、死亡した。しかし屍姫の才能があると判ったので、その死体は冷凍保存され、10年後に莉花の手によって復活。莉花には生前以上の友情を感じており、どんな相手からも彼女を守ると誓っている。
リオン・リンの強襲を受け致命傷を負った莉花を前に、彼女を守り切れなかった思いから、他人の身体に同化・憑依し乗っ取る「呪い」を発現、死亡寸前だった莉花の身体と同化して彼女を救い、マキナと協力してリオンを撃破。その後リオンから奪った「病死」の指輪の力を使い自分の人格を消し、莉花に身体を返して消滅した。
送儀嵩柾（そうぎ たかまさ）
声 - 川島得愛
- 年齢：19歳
- 誕生日：12月29日
- 身体：172センチメートル・60キログラム O型 視力は両眼とも裸眼で0.4
- 好きなモノ：たまご焼き、鯵（アジ）の開き
- 嫌いなモノ：時間をもて余すこと
- 特技：たいてい何でも得意、非常に多趣味な男

読み切り2作目で初登場した、黒縁眼鏡をかけた少年。依界・八名津守護。2年前、実家である送儀家が代々伝えてきた少僧正の世襲僧名の1つ『弦拍』を継いだ。しかし、本人は光言宗についての事情もよく分からないまま、弦拍の力を欲したイツキによって、なかば強引に彼女の契約僧にされてしまう。
そのような事情から窺い知れるように読み切り版では普通の少年だったが、それからはイツキと共に修練を重ね、守護就学寺を首席で卒業、現在は天才と称えられ、光言宗最精鋭の武闘派僧侶としてその名を轟かせる身となっている。
本編には景世の死後、師である梅原の推薦により、彼の後任として依海市・八名津市地区の守護役に就任した際に登場し、この際に「弦拍」銘を正式に継承した。なお、彼の記録である19歳での守護就任は歴代2位タイとなる。その履歴には確かな実力と覚悟が裏付けされ、かつて救えなかった人々への思いと、イツキへの想いによって成り立っている。
結縁灌頂の結果、観世音菩薩の加護を得た彼専用の法具は弓矢であり、冴えない眼鏡に似合わない高い視力と洞察眼という恩恵を得ている。そのため、戦闘においては鏃に真言を刻まれた矢を、時には同時に数本も放ち、イツキを後方からサポートする役目が主である。また、数々の法具を用途に応じて使いこなす確かな力量を持ち合わせる。なお、「弦拍」継承のもう一つの必要条件として彼も座壇を得ており、「六道調伏（りくどうちょうぶく）」の名を持つそれを切り札として持つ。矢を高速で連射し、ホーミングして敵に襲い掛かるそれの威力は高い。
常に冷静沈着で、年齢に見合わない大人の雰囲気を持つ彼は、契約僧として未熟なオーリにとっては、頼りになる人物だが、彼の決断を計算して事前に上層部に入信許可をもらっていたなど、少し手回しがいいと言うにはあまりな一面も持っている。ただし、それも過去の事件（後述）によって、今は一線を引く形になってしまったイツキという屍姫と自分という契約僧との関係を、新たな可能性で切り開いてくれるのでは……という一抹の期待を含んでのものである。その後、紆余曲折を経て迷いを捨てることができ、イツキとの屍姫との再契約化に成功して「縁の同一化」を得ることができ、オーリたちと共に黒白との最終決戦に挑んだ。
なお、一人称の表記は「拙（ボク）」。
山神異月（やまがみ いつき）
声 - 中村知世
- 年齢：享年16
- 誕生日：3月18日
- 身体：154センチメートル・44キログラム O型
- 好きなモノ：アイス（味の濃いバニラ系ほど好き○ーゲンダッ○とか）、パスタ、ピザ
- 嫌いなモノ：辛いモノ（カレーは平気）
- 特技：体操競技
- 未練：突然死んでしまった無念さ、送儀嵩柾

読み切り2作目で初登場した、嵩柾の屍姫。本編で生き残った屍姫の一人である。主に生前に通っていた高校の制服を着用しており、使用武器は経文の記されたS&W M945コンパクトとS&W M60の二丁撃ちであるが、デリンジャーを用いることもある。 死因は交通事故で、夢も恋愛もすべて絶たれた未練から屍姫となる。作中に登場した屍姫の多くが「未練」に囚われ、天国に至る戦いを二の次にしている点と、後述の戦闘スタイルの違いにも鑑みると、逆に異色の存在と言える。
そそっかしい性格で、うっかり嵩柾を戦いに巻きこんでしまった例から見て取れるようにかなりのドジっ娘、天然。生前は喧嘩もしたこともない普通の女子高生で、かつ温和で泣き虫な性格なため、屍姫としても戦闘能力はあまり高いとは言えない。そのため、戦いでは嵩柾のフォローに回ることが多い。戦闘スタイルもマキナのような攻撃的なものでなく、回避を前提とした防御的なものである。
しかし、当初は天国に至るという打算で生まれた関係が恋心に変わるまでに要した時間はさしたるものではなかった。誰にでもにこやかに接し、他者の痛みに心を通わせる優しさを持った彼女、それでありながら、天真爛漫で隠しごとの出来ない彼女はストレートに好意を嵩柾に向けていった。そして、不器用ながらに関係を深めていったが、共通の友人であった鞆春が屍となった事件をきっかけとして、自分の恋心がはっきりとした「未練」と変じており、屍姫と言う自分の存在は確かに異形であると互いに自覚してしまう。そして、その日以来2人に埋めがたい溝は生じたものの、一途に彼女は彼を想い続けている。
マキナら同様に、主にカタカナで「イツキ」と名前が表記される。
「王」に立ち向かった際、体の大半を損傷する傷を受け、修復不能とされるも、嵩柾によりひそかに連れ出され、赤紗との取引によって得た屍法姫教典の力により峠を超えほぼ普通に動けるようになったが、精神的にまいっていた嵩柾の姿に一抹の不安を覚えてしまう。その後、決意を固め迷いが消えた嵩柾との「縁の同一化」によって完全復活を果たし、オーリたちと共に黒白との最終決戦に挑んだ。
壬生貞比呂（みぶ さだひろ）
声 - 諏訪部順一
権僧正であり契約僧。『十大寺』の住職。顔を横切る一文字の刀傷が特徴。面倒を嫌う性格だが、交渉力、実行力の高さは評価されている。高峰の弟子で修行時代の景世や赤紗と同房。特に景世に対する親しみは深い。本編では御霊封神に於いて呼び寄せられ、初登場となる。『貞比呂の愛のメモリー』なる近辺の女性の詳細なデータが記録されたファイルを持っており、かなりの女好きである。
赤紗によると「秘密主義者」とのことであり、彼に対し使用された座壇術法「光脈軌天」についても、未だ全容は明らかにされていない。
また、「天暁（てんぎょう）」という銘を持つが、これについても作中ではまだ語られていない。
日本の外の国の宗教などにも精通していて、大教会（グラン・テンプル）のスピリオとも長年の付き合い（腐れ縁？）である。
魔縁との戦い終結後の求聞持会にて、欠員となった僧正位に昇位。さらに『悟り』の真理の淵に触れていた影響で「三度の救世」による消滅から逃れ、オーリや嵩柾たちと共に黒白との最終決戦に挑んだ。
黒白との最終決戦後、紫央からほぼ無理やり押し付けられる形で「大僧正」に昇位した。
アニメでの設定
アニメでは喫茶「パルテノン」の店長で、前後に店名の入ったTシャツを着ている。うっかり失言しそうになることが多く、その都度アキラからきつい肘鉄を食らう。5年前は監査部にいたが、現在は高峰僧正にも存在が明かされていない光言宗の遊撃班にアキラと属している。詳細な効力は明かされていないが最強の座壇術法といわれる「修羅天眼」を使いこなし、アキラの弾丸で放つこともある。最終回で、七星による浄房襲撃のため落命した紫央権大僧正の後継者として指名されている描写がある。日頃の言動や「偉家十聖」の出ではないことも併せ考えると、前述のごとくその実力に対する評価の程がうかがい知れる。

遠岡アキラ（とおおか アキラ）
声 - 悠木碧
- 年齢：享年15

読み切り1作目の主人公でもあった、貞比呂の屍姫。本編で生き残った屍姫の一人である。主な武器はロングライフル。
貞比呂をこき下ろす場面もあるが、心の奥底では信頼している。時には自分の肉体ごと屍を撃つという捨て身の戦法もとる。
アニメでの設定
アニメでは旺里がアルバイトをしている喫茶「パルテノン」で、旺里と一緒に働いている。屍姫の真実を知っており、人を傷つけることが出来ない屍姫の中で唯一人を殺すことを許されている屍姫。

#### 各地の守護
梶尾宗設（かじお そうせつ）
兵庫県・神戸護の契約僧。御霊封神に於いて呼び寄せられた。
八滝叶江（やたき かなえ）
梶尾の屍姫。縄で屍を拘束する。
武藤雄彦（むとう たけひこ）
神奈川守護の契約僧。御霊封神に於いて呼び寄せられた。ドレッドヘアを後ろでまとめている。「屍を殺す=徳を積む」ことと考えているらしい。
御霊封神での戦いで北斗の無差別攻撃により致命傷を負い、「七星」の一団からマキナたちを逃がすための囮となり、戦死。
飛鳥堯（あすか あき）
武藤の屍姫。大きな六花の髪飾りが特徴。武藤の考えに同調している。武器はライフル。
御霊封神での戦いでマキナたちを逃がすため歪質と交戦、武藤らと共に戦死した。
如月刃（きさらぎ じん）
岡山守護の契約僧。御霊封神に於いて呼び寄せられた。おっとりした長髪の男性。屍姫のいろはとは名字が同じであるが、関係性は不明。法具「朱星笛」を使い脳に直接音を伝えることで敵の動きを封じる。
御霊封神での戦いで北斗の無差別攻撃により致命傷を負い、「七星」の一団からマキナたちを逃がすための囮となり狭間と交戦。いろはとの捨て身の連携で狭間に重傷を負わせ、最後はいろはを抱いたまま戦死する。
如月いろは（きさらぎ いろは）
刃の屍姫。武器はサイ。御霊封神での戦いで、捨て身で狭間に斬りかかり致命傷を負い、最後は刃に抱かれて戦死する。刃とは名字が同じであるが、関係性は不明。
永友賀進（ながとも かしん）
北海道・道南守護。御霊封神に於いて呼び寄せられた。面倒くさがりな性格。だが、自身の屍姫である千ヶ崎杏のことは大切に思っていたようであり、彼女が北斗に殺された際は怒りをあらわにし、座壇で北斗を攻撃している。
座壇「糸青統君」は、屍にのみ反応する無数の見えない糸の結界を張り巡らす。屍に対しては鋭利なワイヤーのようになり、切り刻みもすれば破裂させることもできる。北斗を座壇で追い詰めるが、頭屋の攻撃を喰らい死亡。
千ヶ崎杏（ちがさき あんず）
永友の屍姫。主な武器はサブマシンガン。北斗に頭を蹴り砕かれ死亡。
虹島曲（にじしま まがり）
埼玉守護の契約僧。御霊封神に於いて呼び寄せられた。モヒカンで長身の男性。座壇「渾然因果」は、屍姫の再生力の源である「縁」と「霊気（ルン）」を強化できる。ちなみに第11巻の表紙裏のおまけ1コマ漫画「7人の守護誕生秘話」によると、作者自身がキャラクターデザインを担当すると変な奴等になるということでアシスタントに依頼したところ、人数が足りず、結局作者自身が書き足して誕生した『こんな奴ら』コンビその1である。戦闘的な風貌に反して冷静な人物で、「王」によって体を吹き飛ばされたイツキを即座に自らの座壇によって「保護」し消滅を防いだ。
御ノ上直子（おのうえ すぐこ）
虹島の屍姫。単髪の少女。好戦的な性格。武器はショットガン。表紙裏おまけ1コマ漫画「7人の守護誕生秘話」で作者自身がキャラクターデザインをして誕生した『こんな奴ら』コンビその2。
林田妖光（はやしだ あやみつ）
仙台守護の契約僧。御霊封神に於いて呼び寄せられた。無口で無反応。分身を作り出し敵をかく乱させる座檀を使う。
御霊封神での戦いで北斗の無差別攻撃により致命傷を負い、「七星」の一団からマキナたちを逃がすための囮となり戦死。
潤子＝バロック（うるこ＝バロック）
林田の屍姫。短絡的思考の少女。林田に同意を求めても無視されることが多い。好戦的な性格。主な武器は「ブリトニアン」という名の鋸。
御霊封神での戦いで、「七星」の一団からマキナたちを逃がすための囮となり、歪質と交戦し戦死。
早楯冬斗（はやたて とうと）
四国鎮守府守護の契約僧。御霊封神に於いて呼び寄せられた。酒好きの若者。その酒を使い、屍の「呪い」を封じる空間を作り出すことができる。
御霊封神での戦いで北斗の無差別攻撃により致命傷を負い、「七星」の一団からマキナたちを逃がすための囮となり狭間・歪質と交戦、戦死。
六ツ花睦葉（むつはな むつは）
早楯の屍姫。西洋風の格好をしている。主にツッコミ担当。武器は円月輪。
御霊封神での戦いで、「七星」の一団からマキナたちを逃がすための囮となり狭間と交戦、戦死。

#### 最高位の僧侶たちと、その屍姫
神生真世（かみう しんぜ）
声 - 斎賀みつき
- 好きなもの：うどん［おあげがあるとテンションが上がる］

光言宗第65代目大僧正。光言宗最高級の称号「偉家十聖」の一つ「神生」出身。高い実力と威光から“遍照権現”とも称され、深く信徒達から尊崇の念を受けている。ちなみに当年43歳だが、そうは見えないほど若々しい。長い間その姿は見せず、最高位会議である「求聞持会（ぐもんじかい）」に出席した時も簾の奥に身を隠していた。
オーリの「結縁灌頂」に立ち会った際、オーリ以外の人間には不可視であった黒猫を見通していたなど、実力的に他の僧とは一線を画した感がある。その由縁は「万象輪」と呼ばれる彼の瞳にある。すべてを見通し、人々の縁、ひいては運命さえも見通すという瞳もまた、彼を聖人と呼ぶ一因となろうものである。さらに、大僧正専用の法具として「陀羅尼冠」を所持しており、これを常に被っている。この法具の効果により、彼は屍から受ける精神的プレッシャーを無効とし、求聞持をも可能としている。
教主ミラムに対し発動した座壇「風天」は強力な衝撃波のようなものを生み出す術法であった。
また、彼は屍姫の原典ともいえる「カガセオ」と契約しており、それは光言宗開祖が「屍法姫教典」を表す契機となった神仏の権現そのものであるという。座壇“真我光言縁屍法姫童子”を発動することによって、天井を星空そのものに変化させ、彼を召喚する。また、その瞳は「万象輪」と呼ばれる法具である。
総本山に襲来した「王」の群に対し輝背男を召喚、屍を殲滅し「王」を追い詰める。が、瀕死の状態から自らの本質を屍へと変えた「王」に反撃を食らってしまう。「王」の圧倒的攻撃に勝ち目がないと判断した神生は、「万象輪」を高峰に託し輝背男、総本山と運命を共にした。
輝背男（カガセオ）
その昔光言宗の信仰の果てに生み出された「最初の屍姫」。正式名称は「屍法姫童子」であり、「輝背男」は日本書紀に登場する国津神「天津甕星」にちなんだ愛称。
他の屍姫と違って死体から生み出されたわけではなく、また性別も男である。屍を絶滅させるために存在しうるもの。全身が法具により構成されている人工知性体である。
真世の座壇「真我光言縁屍法姫童子」によって召喚され、その座壇の中では屍はおろか王の力すらも無力化する。かつて王を封じた存在。別名「神殺しの神」「魔王殺しの魔王」。カガセオ自身の能力は石や岩などを降らせる「石降り」しかないが、現代の彼は地球上の石ではなく宇宙に存在する隕石を半径2キロメートル以内に存在する対象全てに降らせる、通称「星降り（かみおとしのいし）」を放つことが出来る。
現代に復活した「王」をその能力で圧倒、勝利するかと思われたが屍として蘇った「王」の前に敗北した。
その後、契約者である大僧正を失って活動できなくなるはずだったが、真世を殺害した「王」に自ら復讐したいという強い「未練」が生まれたことで、魂のない物体でありながら「屍姫」と同等の存在となったことや地下へと転落した玉座の前を偶然通りかかったオーリを新たな玉室の主として迎え入れたことによって活動を再開して「王」との最終決戦に挑み目的を果たした。
だが、その直後に登場した黒白によってボロボロに叩きのめされ、光言宗の地下に捕らえられて消滅を待つばかりの身となるが、そこにやってきたオーリに「縁切りの鋏」を体内に生成して後を託した。その後、なんとか肉体の再構築化に成功したものの、材料が足りなかったせいで幼児化し、莉花の相棒として黒白との最終決戦に挑んだ。
紫央時花（しおう ときはな）
声 - 堀内賢雄
権大僧正。大僧正の下で組織を束ねる光言宗のナンバー2で、常時は俗世から遠ざかっている大僧正に代わって実質的な執務を取っている。頭に鉄輪のような冠や烏帽子をつけている。「十聖」の一つ「紫央」の出身。
意見対立している僧正たちをまとめ上げている有能な人物。大群打倒という目的のためならあらゆる手段を取るべきだと考えており、外部不干渉勢力（海外の宗教組織だと推測される）も防波堤として利用しようとしている。
立場上冷徹・政治的な言動が多いが、マキナと薬草園で出会った時には亡父の偉大さを諭すなどプライベートでは人情味も見せる。自身も十聖の血族で、天遣と仲が良かったらしく、星村家の家庭環境やマキナの幼時もよく知っている。
彼の座壇「光言曼荼羅」の発動範囲内に入った屍は、あらゆる力を封じ込まれる他気力、体力まで奪われ、なす術がなくなる。また、この座壇は本来は玉室の補助を目的として造られたものであるため真世も発動させることが可能である。
アニメでの設定
「衆生派」の首魁であり、屍姫のあり方に対しても批判的である（屍姫自体への嫌悪ではなく、地獄を味わうことへの憐みから）。さらに七星浄房襲撃では、北斗に重傷を負わされながらも自分の血と命を触媒にした座壇を使う。
高峰宗現（たかみね そうげん）
声 - 中村秀利
光言宗六僧正の一人で、景世の師匠。光言宗総本部の責任者でもある。「十聖」の一つ「高峰」の出身。神佳の契約僧。景世の師であり、彼からは「オヤジ」と呼ばれ信頼されていた。
屍姫を使って屍と戦う現場型の「修法派」に属しており、実務全般を取り仕切る「衆生派」とは対立している。しかし大群という共通の外敵に対しては結束して戦うべきだと考えており、敵を過小評価しない現実的な対応をしようとしている。任意の対象を自分の側へ引き寄せる座壇「一期閻魔」を使用する。
崇神魔縁との戦いで、瀕死の重傷を負いつつも神佳をバックアップするが、自分の死期を悟り「黄泉路」へと戻る魔縁の侍者となることを考えるが、その立場は後から追ってきた計都に譲り、神佳と共に消滅する道を選択する。
轟旗神佳（とどろき かみか）
声 - 堀江由衣
- 未練：「最強」へのこだわり

高峰の屍姫で、彼曰く「最強の屍姫」。腰に太刀と小太刀の2本の日本刀を帯びている凛とした雰囲気を持つ知的な女性で、彼の秘書役も務める。「剣姫」（つるぎひめ）の異名を持つ。
生前剣術の師として慕ってきた父親を暴漢に殺され、強さを説いてきた父親への失望しながらも捨てきれない父と最強への憧れが未練となって残った。父の逝去後、自らの戦闘本能を満たすために「最強」と名乗る喧嘩屋となり、その時に現在のパートナーである高峰と出会う。興味本位で高峰と梅原の後を尾行し、沢宮と屍の戦いに巻き込まれて死亡、高峰の屍姫となる。「最強」とは彼女の強さを表すのではなく、未練そのものを表す称号である。本人はこの未練と自分を「ろくでもないもの」と卑下している。その最強への執着心から、剣が折れようが目を眩ませられようが「自分の敵を必ず一刀両断にする」呪い「斬殺呪相」を操る。この呪いは非常に強力な反面、「一度に一体の対象しか呪えない」・「不発に終わった場合、強い反動が返ってくる」といった欠点も存在する。
神剣「天叢雲剣」（あめのむらくものつるぎ）の力を借りた「なぞり」により「黄泉路の石」となり、最大最強の敵であった崇神魔縁を封じることに成功した後、消滅する。
梅原鉦近（うめはら かねちか）
声 - てらそままさき
- 年齢：34歳
- 誕生日：2月18日
- 身体：173センチメートル・76キログラム B型
- 好きなモノ：ZENBUNOSEシリーズ、いそべもち
- 嫌いなモノ：生肉系
- 特技：プラモ・フィギュアの改造

光言宗六僧正の一人であり、嵩柾の師匠、そして冬麻の契約僧。高峰と同じく「修法派」所属だが、アニメにおいては光言宗内の派閥には属しておらず、独自の行動を取っている。僧正という高位にありながら、彼自身は自ら最前線に赴く光言宗きっての武闘派と知られる。
しかし、その実像は初登場時「謎のフランス人」として妙なコスプレをして現れたり、大僧正の勅令による任務中に「ZENBU NOSE」近畿限定（さらに舞妓も？ バージョン）フィギュアを買ったり、修行の際にマキナ、イツキ、冬麻の3人に自分特製の「ZENBU NOSE」の衣装を着せようとするなど奇行が目立ち、傍から見てもダメ人間丸出しである。オーリには景世と同じ趣味という理由で親近感を抱かれているが、実のところ、景世に「ZENBU NOSE」を紹介して、彼をその道に引きずり込んだのは彼の仕業であったりする。
しかし、嵩柾の代わりに旺里に稽古をつけたり、その稽古が合理的である所を見ると、中々の切れ者であることと、弟子思いであることが垣間見える。また、嵩柾がイツキに深く入れ込んでいることを看破し、厳しく諭すなど武闘僧侶らしい剛健な様が見て取れる。
戦闘においては『不動明王剣』と呼ばれる両刃の巨大な剣を軽々と操り、狭間ですら視認できない剣速を誇る。座壇も手にした不動明王剣を使用した一撃「金剛撃」であり、契約僧でありながら屍姫のサポートに留まらず戦えるという彼の実力が窺い知れる。
沢宮冬麻（さわみや とうま）
- 年齢：享年20
- 誕生日：9月13日
- 身体：174センチメートル・56キログラム AB型
- 好きなモノ：犬、従順なもの
- 嫌いなモノ：猫、きまぐれなもの
- 特技：トップブリーダーもビックリなほどの犬の調教

梅原の屍姫。梅原曰く「ドSの宇宙から来たドS怪獣」で、度々問題を起こす鉦近のツッコミ役。ことあるごとにバカをやっている鉦近をいたぶっては楽しんでいるようでいて、彼との信頼関係は十数年以上前から彼と共に戦い続けたことからもわかるように強い。が、それとは別に彼女の性癖はSであり、梅原をいたぶっては楽しんでいるのは変わらない。
使用武器は杖であり、その用途は投擲武器、捕縛用の檻、近接専用の武器として等、多種多様。「呪い」により暴走したマキナを無傷で押さえ込む等、屍姫の中でもかなりの実力者。
アニメでは17話の嵩柾の回想の中で1シーンだけ登場する（台詞はない）。フレッシュ曰く「休養中」とのこと。
フレッシュ＝バックボーン
声 - 遠藤綾
アニメオリジナルの屍姫。梅原のもう1人の屍姫で、かなりのオタクである外国人少女。秋葉原に行く途中で飛行機事故によって死亡、屍姫になった。異様にテンションが高く、日本語と英語が入り混じった独特の喋り方をする。ドジを踏むことも多く、不用意に動いて頭屋の風船の魔手の餌食になりかけたこともあった。武器には通常サイズよりも巨大な手裏剣を使っていたりしたが、屍相手にアッパーを繰り出したりもしている。
土門大全（つちかど たいぜん）
光言宗六僧正の一人。座壇「十曜芁玉」は、起こりうる行動すべてを最大効率で行うことができる座壇。本山の第一防衛陣として「大群」相手に善戦するが、教主相手には敵わず敗北、頼長に止めを刺された。
静浜静（しずはま しずか）
土門の屍姫。投げ槍を武器とし、高速移動からの突きを得意とする。土門と共に教主により殺害された模様。
星村天遣（ほしむら てんけん）
「十聖」星村家最後の家長。光言宗白慈院住職。マキナの父であると同時に景世の後見人でもあった。植物学を得意としており、大本山に薬草園の開設を発案するなど得意分野を生かした功績をあげている。物語中では故人であるが、景世や紫央の回想で、実子はもちろん、景世も我が子のように可愛がるなど、その子煩悩ぶりを窺い知ることができる。七星の襲撃を受け殺害された。
杓凪浪（しゃくなぎ なみ）
天遣の屍姫。使用武器はサブマシンガンの二丁使いでマキナと酷似している（マキナが浪のスタイルを継承したとも推測される）。
PCゲーム好き。天遣と共に七星に殺害された。
星村桜（ほしむら さくら）
「十聖」星村天遣の妻でマキナと黒白の母。紫央の回想では体が弱く、マキナ出産後は高い頻度で娘の看病を受けていたらしい。
　病死後、幼い子供たちを残していくことへの未練から屍化したため、当時５歳だった黒白によって処分された。
星村黒白（ほしむら こはく）
「十聖」星村天遣の子でマキナの双子の兄。わずか５歳にして僧正位資格を得、幼くして継承第一位で大僧正位を約束されていた程の天才。
父と同じく七星に殺害されたと思われていたが、十聖の一人、宮宮（ぐうみや）によってひそかに救出されていた。
魔縁との戦い終結後に再登場し、求聞持会を経て大僧正位につく。自ら、弥勒菩薩の顕現と称し、これまでに存在した全ての座壇をより強力に使用できると言い放つ。その力をもってこれからは自分が屍姫の代わりに戦うとし、屍姫の順次廃棄を唱える。また、一方で自らのことを「死を呼ぶ不吉」とも言い、「同類」としてオーリに親しげに接する。
体術にも優れるが、さらに独自の座壇「救世救道曼荼羅」を持ち、その威力は七星の体をも滅殺する強力な光を放つ神通力の現われとのこと。
宮宮　恋（ぐうみや　れん）
セクシーなボディースーツに身を包んだ謎の女性。偉家十聖の一人。
2年前七星との戦いで瀕死の重傷を負った黒白をひそかに救出していた。黒白のことを「弥勒様」と呼ぶ。
黒白の大僧正就任後、反旗を翻そうとした衆生派の僧正3名を殺害している。
総角（あげまき）
狸のような体躯とやぶ睨みの左目、その周りの大きな傷跡が特徴的な僧正。偉家十聖の一人。その発言や行動から衆生派のリーダー格と思われる。
腹に一物持っているかのような言動が多く、嵩柾にも惑わすような言葉を投げかけ利用しようとするが、その全容を明らかにすることなく、宮宮に射殺される。
標（しるべ）
葵（あおい）
いずれも衆生派の僧正。福禄寿のような容貌の老人と、左側の前髪を垂らした比較的若い僧侶。いずれも偉家十聖。どちらがどちらかは明示されていない。
総じて、彼ら衆生派の意見は総角が代表して語っており、作中では発言の機会は見られない。
黒白登場後、総角と共に大僧正就任を支持するが、その後、彼の「救世」の真実を告げられ、反旗を翻そうとしたところ、宮宮に殺害された。

#### その他
本多（ほんだ）
声 - 神奈延年
白江の前任に当たる依海市・八名津市地区の監査官長。屍姫の戦闘の後処理などもこなす。屍姫を「屍を殺す道具」としか考えない、光言宗内でも典型的考えの持ち主。景世の死後は高峰僧正の傍仕えへの異動となった。
白江鈴千（しらえ りんせん）
声 - 古島清孝
- 年齢：17歳
- 誕生日：4月20日
- 身体：162センチメートル・55キログラム A型
- 好きなモノ：しらす、夜のサイクリング
- 嫌いなモノ：恋愛関係の話
- 特技：整理整頓（収納上手）

本多の部下で、光言宗の監査部に所属する僧侶。位階は第8巻時点で大僧都。景世の死後、本多が担当していた依海市・八名津市地区の監査官に任じられた。律儀で真面目な性格で、割と融通の効かない点もあるが、相手の実力を素直に認めることも出来るなど判断力に優れる。
左右の目の色が違うオッドアイ。口調は礼儀正しいが、効率性や合理性を重視し、事実をそのまま言うため、相手に厳しい言葉を浴びせることもある。当初は旺里にも厳しい態度だったが、共に戦う内に彼を信じるようになった。
意外と面倒見の良い性格であり、監査官の立場にもかかわらず自ら志願して、オーリの助勢のために積極的に前線に出ている。
なお、性別は明言されていないため、現在も不明のままである。依海高校に潜入調査した際には男子用制服を身にまとった一方、8巻カバー裏では女子用制服を身に着けた一幕も描写されている。
藤上（ふじがみ）
嵩柾と同期の契約僧。自己中心的な考えの持ち主で、屍姫を道具としてしか考えていなかった。常に人を見下した態度をとるため、嵩柾からはよく思われていない。ミラム・バルドゥの施した仕掛けによって操られ、自らの屍姫を射殺した後殺された。
伊佐木修二（いさき しゅうじ）
声 - 杉田智和
景世と同じ地区を担当している契約僧（位は大僧都）。既に10程の屍を倒しており、高峰僧正からも信頼される実力者だったが、予想外の屍の群れに遭遇した上、その中に呪い憑きの屍である水島が混じっていたため、自身の屍姫と共にバラバラにされて、殺された。原作ではわずか数コマしか登場していない。
アニメでは景世のサポート役をしており、出番も増えている。屍姫を道具としか見ておらず、一般人を「俗人」と呼び嫌っている。チンピラを一蹴するような体術を持っていたが、水薙生と離れている間にそのチンピラの復讐に遭い殺された。「玄」の未放映エピソードにおいて水薙生との出会いが描かれており、自身の屍姫を得るために水薙生と面識があることを偽り、契約僧となった。幼少期に兄との折り合いが悪かったせいで親戚のお好み焼き屋に預けられていたという過去を持ち、常連客であった水薙生との出会いが彼女との縁を結ぶきっかけとなったが、幼少期の出来事であったため本人はそのことを覚えていなかった。
瑠翁水薙生（るお みない）
声 - 平田裕香
アニメオリジナルキャラクター。伊佐木の屍姫。制服を身にまとい、拳銃を装備していたことのみが推測できる。
アニメではライダースーツと手甲を着用し、生前習っていたボクササイズを活かした体術で戦う。伊佐木と共に景世やマキナの活動をサポートする。穏やかな性格で、オーリともすぐに仲良くなった。伊佐木からはかなり酷い言葉を叩かれている。生前はコスプレパブで働いていたが、恋人からの仕打ちに耐え切れずに殺害し投身自殺を図った結果、自分だけが屍として蘇り、その償いとして伊佐木の仕打ちにも耐えていた。伊佐木が死んでただの屍に戻りかけ、貞比呂から「オーリと契約すれば屍姫に戻れるかもしれない」という助言を受けるがそれを断りアキラに撃たれ死亡、亡骸は光言宗に回収された。「玄」の未放映エピソードにおいて伊佐木との出会いが描かれており、当初は景世と契約する予定だったが、彼が拒絶したため神佳に処分されかけたところを名乗り出た伊左木に救われ、彼と契約を結んだ。幼少期に伊佐木が住んでいた町と同じ町に住んでおり、彼の経営するお好み焼き屋の常連客であったことが伊左木との縁を結ぶきっかけとなったが、伊左木と同様に彼女自身もそのことを覚えていなかった。

### 大群

#### 王
「大群」の頂点に立つ者であり、顕現した暁には大群の力の源になると言われ、闇の太陽とも称される。呪物「五部大乗経」典の本来の持ち主である怨霊神。
崇神魔縁（スガミ マエン）
最大最強の魔王。かつてはこの国の王であったが、自らの宿命を呪い、ありとあらゆる物への絶望を込めて経典に自らの血で呪詛を込めた願文を書き、その身を魔道に堕とした。復活後は「崇神魔縁」と名乗り、すべてを許し、すべてを殺すと称する寛大さと圧倒的なカリスマ性を持つ。
復活の儀式の際の星の位置が不完全だったので、儀式を行なった陣図から出られないが、それでも絶大な力を誇り、教主すらもまるで寄せ付けない。その力は神へと通じる力「神通力」であり、一瞬で計都の腕をも捥ぎ、絶対の不死能力を持つリオン・リンすらも純粋に力で殺すことが出来る。復活後は束帯をまとい、陣図の中に作られた御殿のような玉座に座っている。

#### 教主
王復活の儀式に必要な「五部大乗経典」を扱え、かつ儀式に力を与えることが出来るほどの圧倒的な力を持った、「大群」の上位5体の屍達。「大群」の中でも屈指の力を誇り、全員が「棺持ち」でもある。
計都（ケイト）
「大群」の副将を勤める「大怨霊」。850年という時を経た、現存最古の強大な屍。その顔にはツギハギのような大きな傷跡が縦横に走るなど、恐ろしげな風貌と屈強な肉体の持ち主である。血を媒介とした呪い憑きであり、自らの血を糸のようにして自在に操り、車や大木ですら容易く両断する。また、触れたところから他者の体内の血を操ることも可能。敵にナメられることを何よりも嫌い、性格は獰猛・冷酷・残忍でこそあるが、必要に応じて人間を群れに組み込むなど、合理性と冷静さも持ち合わせ、慎重に目的を達成する方針の持ち主である。
その正体は生前より王に仕えた忠臣「鎮西八郎為朝」その人であり、「計都」の名は王復活と言う大願のため、生前の名を封じていたがために名乗っていたものである。そのため、王への忠誠心は極めて強く、王復活に伴い、それまでの短慮と取れる性格もなりを潜め、忠臣としての性格がより強くなった。ただし、王のこととなると極めて感情的になるのは今も同じであり、特に強く当たってきた赤紗のことも、王復活以前のようにことある毎に殺そうとまではしなくなったものの、なお警戒視している。
彼の「未練」は王への忠義と主を守れなかった無念に他ならず、850年という歳月によってその未練は世に対する深い復讐心と呪いへと転化している。本気となった時には姿を変え、血で形作った圧倒的威力を誇る弓矢を使用するようになる。
ディフロト・アイギス
- 年齢：生誕300年前後
- 誕生日：4月4日
- 身体：165センチメートル・51キログラム 不明
- 好きなモノ：ハンバーグ、オムライス、誇りあること、日本映画（特に時代劇もの）
- 嫌いなモノ：誇りのない行為、飛行機での移動
- 特技：種とばし、ダーツ（この2つだけはグレゴリオに勝てる）

ヨーロッパ最強最古の悪霊王（ヴァルコラキ）の一族である「不死王（ノーライフキング）」。王復活の儀式に必要な「大神殺し」を持って来日、大群と合流した。外見は美少年で、日本の文化が趣味。王の力の根源にこそ、一族の王国復興と自身が「頂点」に近付くヒントがあると考え、それを突き止めるために協力している。
大群に与してこそいるが、あくまで協力者であり、完全な王の配下になったわけではない。しかし、王のあまりにも圧倒的過ぎる力の前に、一応は命令に従っている。
現在はグレゴリオと共に「大群」に加わっていない屍を狩りに行っている。彼は「不死者の王」として「死者を集め従える」能力を持っており、この能力によって「大群」の戦力増強を図っている模様。また、吸血鬼の如く血を吸った相手の支配権を奪ったり、身体を霧化して攻撃を回避することも可能。霧に触れた対象物を、アイギスの意思により消滅させたり出現させたりする「死者の都（ニヴルヘイム）」を使いこなす。再生能力は低いが、吸血を行うことで傷を回復できる。
本山襲撃の際にはグレゴリオと組み高峰、神佳と戦闘。グレゴリオの血を飲むことで覚醒したが、身体を霧化させる際にその部位が硬直するという弱点を見抜かれた神佳にバラバラにされ、高峰に拘束された。
リオン・リン
超越者たる仙人がさらに「死」を克服するために自らを精製して成り果てた存在「僵屍仙」。単行本2巻の書き下ろしページで初登場した屍で、チャイナドレスを着た美少女の姿をしている。無邪気な振る舞いの中に屍としての狂気的な思想も併せ持つ。「大群」の本拠地を守っていたが、王の復活後は戦線に参加する。
両手にはそれぞれ「撲死」「斬死」「餓死」「溺死（窒息死）」「焼死」「感電死」「病死」「毒死」「凍死」「圧死」の十の「死」が宿る指輪を嵌めており、リオンをその対象となる「死」から守っている。指輪には十の「死」が具現化した鬼が宿っており、鬼の力は強力かつ完璧で、どんな武器を使っても、たとえリオンが無抵抗であろうとも、十の死に該当する方法では誰も彼女に傷一つ与えることは出来ない。十の死に該当しない殺し方をするか、祟神魔縁のような神通力を使わなければリオンは殺せないとされている。また、戦闘に関しても十の死に関連した攻撃を行う。
総本山へ戻ろうとするマキナたちを強襲し、莉花の身体を上下に両断し早季もろとも戦闘不能にする。その後マキナに矛先を向けるが、呪いを発現した早季に奪われた右手による、自身の十の「死」に該当しない「自死」の攻撃を受け敗れ去る。
ミラム・バルドゥ
- 好きな物・カレーライス

崇拝する女神に速やかに生贄を捧げるために生まれた超人的な暗殺者たちの頂点に立つ存在「インドの死戦女神（カーリー）」。インド人美女の屍で、常にブツブツと独り言を口にしているが、その内容は定かでない。「大群」には後述の作戦のため、その命を投げ出すことを前提として参加することを求められていたが、彼女は赤紗の絶望と決意を目にし、彼の姿に興味を抱いたことから了解の上で参加した。
「夢」「悪夢」を媒介とする呪い憑き。常に目を閉じており、「肌」の感覚で周りの状況を把握しているらしい。そして、普段は閉じられている目が見開かれた時こそが彼女の呪いが発動する条件である。彼女と目を合わせたものは深い幻覚の中に取り込まれ、次第に五感をすべて失ってしまう。
その他の仕掛けとして、粉末状にしたミイラから作り出した呪いの粉で自分の姿を模した暗殺者たちを構成し、操ることができる。それらの材料も往時の暗殺者のものであり、未練もそれに由来する。さらにこれを応用して、自身も暗殺者としての本来の姿と称して、作り物の8本の腕を作り出し、本来のものに加えて計10本の腕にそれぞれ肉斬り包丁を持った姿を取る。
それらは闇雲に攻撃を仕掛けても粉が飛び散るだけで倒すことはできず、ミイラに含まれている幻覚作用を持った成分を飛散させるだけになる。また、粉を吸い込むことでさらに深い「悪夢」に陥り、最終的には蓄積した粉によって身体を内部から破壊される。
光言宗本山に大量の分身込みの単身で乗り込み、場を大混乱に陥れるも、マキナとオーリに本体を発見され、彼女らと交戦。が、それも圧倒、応援に駆け付けた神佳とも互角の勝負を繰り広げた。しかし、オーリに本体を見破られたところを神佳の呪いで一刀両断にされて敗れた。その際、死んだかに思われたが、脳は完全に死滅していなかった。光言宗の女性の身体に憑依し、ロギアと協力して本山の深部に侵入、自らの血肉と引き換えに光言宗本山を清浄に保つ源泉を悪夢に侵し、結界を破壊した。

#### 七星
北斗（ほくと）
声 - 藤村知可 / 高垣彩陽
- 本名：不明
- 年齢：生誕80年前後
- 誕生日：不明
- 身体：154センチメートル・44キログラム AB型
- 好きなモノ：人、祭り、りんご
- 嫌いなモノ：孤独
- 特技：動かないこと（1週間以上、同じ姿勢のままでいられる）

「七星」の要にして頂点に立つ存在、第七星。最強の七星。教主の一人。左目から頬にかけて北斗七星の徴を宿している。見かけこそ裾と袖口が朽ちた巫女装束に身を包んだただの少女に見えるが、その眼は全ての本質を見極める。その行動原理は屍の根源「未練と妄執」であるとされ、多くの屍を魅きつけ、「七星」という群れ自体が北斗の広告に過ぎない。「七星」に属する屍たちもまた彼女にただならぬ思い入れを持っている模様である。いつもボーッとしているが子供のように純粋かつ気まぐれな性格で、一度何かを決めるとその目的を果たすまでやめはしない。また戦いを始めると敵味方の区別なく容赦なく暴れまわる。
「王」にこそ一蹴されたものの、「原初の体術」と評された格闘技術を見せ、四肢を千切られてなお喰らいつく執念を見せた。その性質上全く制御が効かず、王復活の儀式においても、参加すべき教主でありながら他の教主を殺しかねないという理由で呼ばれなかった。最近はますますおかしくなり、まともに会話も出来なくなっている模様。狭間を「むしさん」と呼び話し掛けるなど、一応他者の存在を認識してはおり、辛うじて意思の疎通は出来るらしい。
御霊封神作戦時に戦いを経て星村マキナを宿縁として見つける。以後、マキナを独占しようとしている。
アニメでの設定
かつて人身御供として殺されたことが判明。殺された直後に屍として覚醒し、村人達を虐殺した。北斗は相手を死ぬために生まれ何も思わず死んだため性も未練もない。狭間曰く『死そのもの』。また、自分がされた唯一のことが殺されることであるため、北斗にとっては相手を理解しようとすることは相手を殺すことと同義であり、北斗が興味をもった人はまず殺される。
実は星村の生まれで、人身御供にしたのも星村。そのため眞姫那とは血縁。（北斗本人が意図したところではないだろうが結果的に星村に復讐した形になる）北斗の屍化から屍の存在を知り、星村は光言宗に帰依するようになる。ちなみに生前から北斗七星の印は顔に刻まれていた様子。
屍の頂点と称されるだけあって戦闘力は凄まじく体術だけでもマキナを凌駕するほど。また黒いオーラのようなものを両腕から噴出させ、これによって掴んだ者を消滅させたり、生気を奪うこともできる様子。屍姫にされてからは奇想蓮華のように腕を展開する。
光言宗開祖の書いた『屍法姫経典』の原典を用いて赤紗が自分の屍姫にしたが、赤紗が再び響の屍を見て、二度と屍姫と契約しないと誓ったことを思い出し、後悔したことで北斗との縁が切れ、再び屍となったため赤紗を殺害する。その後狭間と合流し、逃げ伸びる。

狭間（ハザマ）
声 - 大川透 / 石塚運昇
- 本名：なし
- 年齢：生誕400年前後
- 誕生日：不明
- 身体：182センチメートル・80キログラム 不明
- 好きなモノ：人間の殺意、悪意
- 嫌いなモノ：聖者（自称含む）
- 特技：読心術（心理学）

「七星」頭目、第一星。顎から首にかけて北斗七星の徴を宿している。口周りに髭を生やし、羽織を羽織った和服の男。多数の蟲の屍を操るが、実際は蟲を操る屍ではなく「屍の蟲の群れそのもの」が狭間である。表に見せている自身の人に見える肉体の、主に両腕をムカデやミミズと言った蟲に変えて攻撃する他、自分自身でもある蟲の群体そのものが武器となる。王復活の儀式では北斗に代わって儀式を遂行する5人の教主の1人を務められるなど、教主とも遜色の無い実力を持った強大な屍。北斗との出会いの経緯は不明だが、屍の根源である「未練と妄執」そのものである北斗に惹かれ崇拝しており、彼女の広告塔となりうる程の「性」を持ち、そしてそれを何よりも優先させる屍たちを集め、「七星」を作った。
「理」と「知性」を兼ねそろえた「七星」としても珍しく激情に走ることはないが、滅びすら楽しみと見込む歪んだ快楽主義者である。根源的な執着や衝動を見せる相手には満足げな笑みを浮かべ、たとえそれが満身創痍の敵ですら見逃すことすらある一方で、愛や想いといった人間的感情を見せる類の人間や屍姫に対しては夾雑物が混じった下らないものと切り捨てる。すべては「性」のためと掲げる「七星」のまとめ役であり、「七星」の「今、この時に従うこと」を定めたのは彼に他ならない。一方で目的のためなら計算高く立ち回っても見せるなど、食えない様子も見せる。
赤紗の過去と深い関わりを持っているらしい。
アニメでの設定
赤紗達契約僧と屍姫を嵌めて200体以上の屍と戦わせた張本人。これが切っ掛けで赤紗の屍姫である響は108体の屍を殺し、破壊の屍となる。
壬生貞比呂の座壇術法により瀕死の重傷を負わされ、赤紗の屍姫になった北斗にも攻撃されたが脳は破壊されておらず、北斗が赤紗から解放された後は再び彼女と合流した。

雷輪（イズワ）
「七星」第四星。舌に北斗七星の徴を宿している。顎に無精髭を生やし、フード付きのパーカーを着た男。棺を利用して、自らの呪いを増幅させ「ひそひそ様」という幸運を与える都市伝説になりすまし、携帯電話をかけてきた相手を殺していた。性格として、不遜で高慢な態度を常に崩さず、自信過剰な様が窺える。
呪いをかけた電話を媒介として、自分の分体を作り出せる。マキナをも圧倒する程の戦闘力を誇ったが、その高い能力故に油断して「棺」を失い、動きを止められたところをマキナに殺された。赤紗曰く、その能力は大群内では上の下に位置する。
かなり早い時期に死んでいるため、7巻の巻末おまけ漫画では他の「七星」たちに存在が無かったことにされつつある。アニメにいたってはオリジナルキャラ「湖惑」にその位置を取って替わられ、登場すらしなかった。
重無（エナ）
声 - 新野美知
「七星」第五星。腹部に北斗七星の徴を宿している。巨大な鈴を持ち、眼鏡をかけた美少年の屍だが、なぜか「天才美少女口寄せ師」と自称している。性格は極めて嗜虐的で色々と問題はあるが、口寄せ師としての能力は高く、生者の怨霊（生魎魅〈いきすだま〉）を作る技術を応用して多数のヒトガタを作り出した。手にする鈴は死霊の手によって高速回転し、敵の身体を抉る武器にも、敵からの攻撃をはじく盾にもなる。
前述した通り彼の『呪い』は生魎魅を操ることであるが、戦闘においてはより平易な、前段階の呪いである死霊の操作を多用する。現世の「理」に縛られない屍やヒトガタは彼の意のままとなり、屍姫に対しても、一度に10秒と言う極めて短い時間ではあるが、死霊を憑依させることによって身体を何度でも自由に操ることができる。この操作は対象が現世よりかけ離れるほど、その効力はより強化されるものである。
元は芸術家である師の助手を務める庵（イオリ）という名の少年だったが、死のあがきから生まれる生の輝き、ひいてはそれすらも凌駕する「死という妄執」に憑かれた師によって絞殺されてしまう。その後、師は庵の死体を山奥へ運び、彼を使って作品を仕上げようとした。師は力尽き、少年は屍として復活する。その師の名前こそがエナである。復活した重無は師の妄執を引き継ぐかのように各地で少年少女を誘拐、殺害し作品を作り続けるが、後に北斗に妄執を向けるその有様を狭間に見出され、七星の一員となった。
前述したとおり、「重無」は「庵」の死体に別人の「未練」が宿った結果、誕生した屍である。よって、その「呪い」も脳に依存することなく、全身を破壊されるまで存在できるという稀有な屍となっている。そのため、依海高校で行われたマキナとの闘いの中で、通常の屍であるなら死ぬほどの損傷を受けてなお生き続け、「重無」の性格を表しその呪いも強化されていった。しかし、死闘の末、遂に「重無」という未練は消滅し、残った「庵」の身体は挟間が回収した。
好物はホタテ。
アニメでの設定
美に執着するあまり己の醜さを認められなくなり自殺したことになっている。また、体も多くの死体を集めて作り上げたものということになっている。戦闘中に見た走馬灯で戦意喪失となったところをマキナに仕留められて滅ぶ。

忌逆（イサカ）
声 - 土師孝也
「七星」第三星。左手に北斗七星の徴を宿している。白髪をオールバックにした、顎の割れている初老で長身の男。額には深い皺が刻まれている。服装としてはスタンドカラーのシャツの上にコートを着用。
見かけこそ落ち着いており、学者然とした雰囲気や老獪ささえ見せるが、慇懃無礼な言葉遣いと時折見せる嗜虐的な表情からある種の陰険さと残酷さを見出すのは容易である。彼は多くの屍に見られる直接的な妄執でなく、自ら作り出す、呪い「陣地」の中で相手を弄び、観察することを楽しむ。
彼の「陣地」は自らの悪夢を具現化したもので、一度その陣地に入れば彼の許可がなければ入ることも出ることもできず、陣地内の構造を指先一つで操ることもできる。また、その効果範囲も依海高校の校舎をすっぽり覆うほどと、屍全体から見ても破格のものである。
生前は富豪だったが、己の退屈を紛らわせるために数多の人間を檻に入れて猛獣に殺させていた。彼の「陣地」の形態はここから来ているものと思われる。しかし北斗に出会い、殺され屍となったことで退屈から解放され、それ故北斗に対して狂信的なまでの信仰心を持つ。忌逆の「性」は退屈を殺すことである。
マキナ、オーリらを自らの「陣地」へと誘き寄せ取り込むことに成功したが、マキナの「呪い」で「陣地」を破壊されてしまい、最期はマキナに頭を撃ち抜かれて死亡した。
歪質（ヒズチ）
声 - 鈴木達央
- 本名：喪失
- 年齢：享年17
- 誕生日：5月3日
- 身体：172センチメートル・59キログラム B型
- 好きなモノ：食べること、食べ歩き
- 嫌いなモノ：食べ物を残すこと
- 特技：肉の銘柄当て

「七星」第二星。少年の姿をした屍で、髪の一部を編んで房にしている。凶悪な性格で喧嘩っ早く、頭屋からは「少年チンチン君」などとからかわれることもある。手足など身体の一部を獣の腕に変化させ、あらゆるものを引き裂く。身体能力は獣そのものであるため、通常の人間の何倍もの速度で動くことができる。その正体は毛むくじゃらの四足と巨大な口を持つ化け物。顔の中央部分に北斗七星の模様が浮かび上がっている（人間形態では背中）。前述の通りキレやすく、本来の姿になるのは怒りのあまり暴走した時に限る。
総本山の戦いでは怒りで真の姿があらわになるが、黒猫が「表」に出たオーリにあしらわれ、さらに増援に駆け付けた光言宗の守護たちに足止めされる。4組の契約僧と屍姫全員を狭間と共に返り討ちにするが、身体の半分と頭の一部を失う。その後、アジトの移動後に星村黒白と戦闘。座壇により頭部を失うも捨て身の攻撃で黒白を捕える。明確な描写は無いが死亡したと思われる。
生前は食べ物を口にできない体だったため「喰らう」ことが彼の性となっている。そのため、未練を生み出している所も脳ではなく口となっている。七星に入ったのは、北斗が美味そうだからが動機らしい。
アニメでの設定
オープニングから背中に北斗七星の徴が宿していると推察される。オーリの母に殺された赤子が屍となった存在とされている。そのため生者であるオーリに激しい憎しみを抱いている。オーリの母にさらわれ死ぬまでの間何も口にすることができなかったことから生まれた「喰うこと」と黒猫同様、親から引き離されたことからくる「愛されること」が未練または性となっている。戦闘力は高くマキナの反応を上回る速度で接近し、彼女を拳打の一撃で気絶させ、低級ながら巨大な屍を片手で屠る程。オーリを屍に変え、誘拐した子供達を食らわせることで苦しめようとしたが、黒猫の予想外の行動、そしてマキナの参戦によりオーリが生者としての道を選んだことで瓦解。激昂してオーリに挑むも、マキナのフォローを受けたオーリの錫杖による一撃を受け、消滅した。屍としての本性を表した姿は通常時よりも巨体になり、伸縮および変幻自在の両腕を使った戦闘を行う。

頭屋（トーヤ）
声 - 諸星すみれ
- 本名：羽巻菜晴（はねまき　なのは）
- 年齢：享年8
- 誕生日：6月18日
- 身体：112センチメートル・21キログラム A型
- 好きなモノ：仲のいい親子、チョコレート
- 嫌いなモノ：男女のケンカする声
- 特技：節約術（趣味も節約）

「七星」第六星。身体は長身の人間だが首から上が五つの風船からなっており、そのうちの一つに落書きのような六つの目と歯をむき出した口（北斗七星の徴）が描かれている。口元は動くらしい。丁寧な口調とは裏腹にかなりの毒舌家。未練（性）は「他の人にも幸福な死を分け与えること」。驚異的な身軽さを持ち、風船から作った武器（剣、風船の触れた身体箇所を奪う機雷のようなもの等）で攻撃をする。また風船の中に人を入れて浮かべたり飛ばすこともできる。
アジト移動後、星村黒白との戦闘で脳に致命傷を受けてしまう。北斗を守るため狭間に自身を取りこむように伝える。最後は、家族の夢を見ながら狭間に取り込まれて消滅した。
正体は、幼女で主に七星の買い物などを担当していたらしい。また、北斗に対しては「妹」のように可愛がっていた反面、星村マキナに対して北斗を取られたと嫉妬している面もある。
アニメでの設定
原作同様、その正体はあどけない幼女（原作と容姿は異なる）。家は貧困だったらしく、幸福な生活ではなかった。両親が最後の思い出にと彼女を遊園地へと連れて行き一日中遊んだのだが、観覧車に乗ったときに両親によって無理心中に巻き込まれた。幸福を求め幸福の中で死んだことが彼女の「性」の源となっている。

湖惑（コワク）
声 - 早志勇紀
アニメオリジナルの「七星」。七星の徴の位置は「雷輪」と同じ位置である舌と、数珠の一つ。修験者のような姿をしており、生前は僧侶であったらしい。原作の死面の役割である大麟館襲撃を赤紗と共に行い、景世を死に追い込んだ。
変幻自在な体の性質を持ち、赤い霧に似た催眠ガスを散布することによって周辺住民を眠らせたり、果ては引火物に似た状態にまで変化させることが出来る。また、如何なる箇所に銃弾を撃ち込まれても即座に再生すると言う離れ業も見せた。死面と同様に景世の捨て身の攻撃によってダメージを負った後、奇想蓮華内に保存された屍の肉を取り込んで異形と化すも、直後に「呪い」によって強化されたマキナの手によって葬られた。
彼の身体のからくりは脳髄が首にかけられた数珠の一部に擬態していたためであり、それを見破られたことが最後の敗因となった。なお、マキナに倒される直前に「どんな形でもいいから生きていたい」という旨の発言しており、それが彼の「性」もしくは「未練と妄執」と推測される。

#### 屍
穢人（エジン）
「大群」に属する群れの一つで、カラスの集合霊。その体は数千の黒い羽によって形成されており、物量を生かし、徹底的に逃げに徹することで、神佳の足止めを行った。最終的には敗れるが、彼女を2日間も足止めしたことに満足して消滅する。死面と同じく「棺持ち」でこそなかったものの、「大群」内では強力な部類の屍であったとのことである。
死面（しめん）
計都の部下。赤紗と共に大麟館を襲撃して、景世を死に追い込む。武器は長柄の鎌。正確には屍ではなく、自立した思考と肉体を持つ怨霊ということだが、性格は屍の大概の域に入る。内包する肉に憑依する能力を持ち、この能力で他人を操ったり、他の屍の肉を取り込んで自身を強化する。
景世の死に怒り、「呪い」を発現させたマキナに肉体のほとんどを破壊され、残った一部は赤紗の新たな「棺」を作る材料にされた。
グレゴリオ・ヴラウブニル
- 年齢：生誕300年前後
- 誕生日：12月25日
- 身体：191センチメートル・72キログラム 不明
- 好きなモノ：ローストビーフ、ワイン、騎士道精神
- 嫌いなモノ：誇りのない行為
- 特技：賭けごと（完ペキなポーカーフェイス）

アイギスに仕える青年の屍。主人であるはずのアイギスを「ロト」と呼ぶなど、言葉遣いは対等もしくは辛辣でさえあるほど不遜で、その態度はまったく遠慮しないものであるが、それは彼をより良い方向へ導くために厳しく接しているのであり、彼には絶対の忠誠心を持っている。
容姿として黒のロングヘアーと合わせたかのような黒のロングコートを身にまとい、普段からほとんど表情を変えることがない。武器として、黒いサーベルを使う模様。
源為義（みなもとのためよし）
王に仕える屍の一人。計都こと為朝と頼賢の父。血気盛んな老将。王らと共に真世のもとに突入、先陣を切るがカガセオに一瞬でバラバラにされる。
源頼賢（みなもとのよりかた）
王に仕える屍の一人。京都弁を喋る。真世を襲うが父と同じ運命を辿った。
藤原頼長（ふじわらのよりなが）
王に仕える屍の一人。常に目を閉じている。冷静沈着。
総本山の戦いでは生き残ったが、その後「異霊神罰審判者」の一味と戦い倒される。
平忠正（たいらのただまさ）
王に仕える屍の一人。僧の風体をした老人の屍。両手を巨大化させ、指から無数の手を生やして戦う。しかしカガセオには敵わなかった。

#### 呪術者
鹿堂赤紗（ししどう あかしゃ）
声 - 宮本充
- 年齢：26歳
- 誕生日：11月4日
- 身体：173センチメートル・60キログラム A型
- 好きなモノ：豆腐（湯葉、豆乳）、読書、静かな場所、占い
- 嫌いなモノ：最新電化製品（分からないから苦手）
- 特技：速読、暗記

元・光言宗権少僧正筆頭の僧侶。高峰の下で修行していたころは景世や貞比呂と同室であり、兄弟子である景世に敬愛を抱いていた。当時は将来を嘱望されていた模範的な僧であったが、5年前にとある小規模な屍の群れを討伐するため結成されたチームに加わった際、起こった事件により光言宗から背信、当時療養中であった自らの屍姫をも殺している。以後は長く行方をくらませてきたが、景世の元に現れ、自ら「大群」なる群れに所属していること、それは光言宗を滅ぼすためであることを明かした。
赤紗のそれを加えて8名もの屍姫を投入したにかかわらず、討伐隊がなぜ全滅したのかも、彼と彼の屍姫のみがなぜ生き残ったのかも、討伐隊の死に様と屍姫の有様の異様さも不明のまま、彼は黙として語ろうとしない。ただ、わかることは彼が光言宗と屍姫を強く憎悪していること、その瞳の奥に宿る絶望が、屍のそれよりずっと重く、深いことだけである。真の目的も「死の国」建国の果てにあると述べており、光言宗を潰すこともその目的の一部に過ぎないらしい。
「大群」においては当初、強力な屍を発生させ、群れの拡充を図る仕事も担っていたが、生きた僧侶の参加が不可欠であった王復活の儀式に参加したことをきっかけとして、王に「死の国」建国の案を献策する他、各方面への作戦立案や指揮伝達等の役割を表面化させている。よって、彼の行動は単なる狂気だけでなく、屍の間を立ち回って先を見通す確かな判断力と強固な信念に裏付けされた実行力、何より忍耐心を備えた性格に基づくものと言える。ただし、根は意外と素直らしい。
常に長着物と羽織の色無地を着用しており、そのためか戦闘において近接戦を好むタイプではない。自作の法具や道具を駆使し、後述の座壇『奇想蓮華』を使用した戦い方をする技巧派。
アニメでの設定
アニメでは、難病で死んだかつての幼馴染であり恋人・詩条響（声：東山麻美）を屍姫としていた。2人は強く、宗現と神佳をも凌ぐとも言われていた。そして狭間の策略で200体以上の屍と戦い、108体の屍を殺すが、響は未練も執着もない破壊の屍となり、仲間の契約僧と屍姫を殺す響をとっさに錫杖で倒してしまう。そして光言宗に絶望し、響への償いとして背信僧になり、狭間たちに協力する形で光言宗を潰そうとする。
奇想蓮華
赤紗の使用する座壇。光言宗を抜ける際に本山から奪った1級の触媒である経典を媒介として増幅された能力である。概要は自らの手で殺した屍の「呪い」を保存し、壇に閉じ込め使用すること。屍と比べ、威力と精度こそ落ちるものの、非常に強力。名称の由来は屍が四方に突き出した腕がまるで蓮の花のように見えるため。
また、「棺」を触媒として得ることによって、物理的に実体化させた「肉玉」に応用することも可能。その全体像は人面がいたるところに付着した巨大な肉塊であり、これ自体も質量を持ち攻撃できる。また、肉の一部を切り離して独自に行動させることもできる。
取り込んだ屍が生前に有していた技能を使用することも可能であり、大工仕事などにも運用されている。
当然、外法中の外法であり、その反動は術者本人にまで及んだ。当初、触媒として使用していた経典すら消失したほどである。後に新たに作成した「棺」を触媒として得るとその影響は軽減されたようではある。これには棺の材料として、自らと同じく人間である景世の肉体の一部を使用できたというのが大きい。
ロギア・C・ギュスターヴ
- 身体：180センチメートル・76キログラム AB型
- 好きなモノ：コーヒー（ブラック）、羊肉料理、気の強い女の子、チーズ
- 嫌いなモノ：納豆
- 特技：手先の細かい作業、徹夜

自ら「人形使い」を名乗るブードゥーの邪術師（ボゴール）。「神になる法」（即身成仏）を教授してもらうために赤紗に協力している形で「大群」に参加している。誕生日は10月31日。27歳。
「神」もしくは「死」に対して強い興味を抱く典型的魔術師の一人であるが、言動は意外と軽く、飄々とした雰囲気を持ち、結構へたれた様子も見せる三枚目である。 赤紗に対しては同じ穴の狢と言う同属意識も持っており、次第に友情らしきものが芽生えさせているようである。
赤紗と同じく人の身であるので「大群」の中では何かと浮きがちであり、また戦闘においても屍には及ばないため、ブードゥーの様々なスキルを利用した裏方仕事が彼の「大群」における主な役割である。本人曰く「専門は生きてる人間」だそうだが、戦闘において「イェン」という名の少年のゾンビを使役したり、薬品を混ぜた赤土を媒介にして肉のように仕立てることによって死者の未練を実体化もでき、他に専門外とも思える腹中虫すら取り扱っている。また、「大神殺し」に付肉し、使用可能な状態にしたのも彼の仕事である。
初登場した際には黒い礼服にシルクハットを被り、その上片眼鏡と仰々しい服装を取ったが、これは彼の神の「仕様」と称したため、彼本人のセンスではないらしい。その後はラフな服装を度々見せている。

### 大教会
スピリオ・グリーンライオン
大教会の「黒」の一員の男性。司教。誕生日は12月24日。29歳。
大教会傘下の大学で「青」に所属していたが出会った貞比呂への対抗意識から「黒」に配置換えを希望した。
爵位を持つ名門出身で、プライドが高く、戦闘の際には前線にまで出て指揮を取ろうとするが、体力、精神面ともにとても弱くほとんど役に立たない。
本来の役割は、守護聖人達に聖遺物と繋がるための回路を肌に特殊インク（透明）で書くこと。簡単には落ちないが毎日調整が必要。
レネブ・ガーゴイル
声 - なし / 喜多村英梨
大教会の「黒」の一員。ウェーブのかかったロングヘアーの少女で守護聖人。
プライドが高く、代償を払って力を手に入れた守護聖人に誇りを持っている。逆に、本来滅ぼす対象であって、未練にすがり人間のように振舞っている屍姫を良く思っていない。
守護聖人の資格である聖遺物は不明。銀弾のこめられた拳銃と、敵の攻撃をすり抜ける能力で戦う。
フラウメル・ジェット・ラストボーン
声 - なし / 後藤邑子
孤児として協会に預けられていたところを才能と適正を発掘されて「黒」に所属する。守護聖人。巨乳。誕生日は2月2日。17歳。
好きなことは食べることで、性格はおとなしく、戦闘中に敵に謝るほど争いごとが嫌い。常におどおどして他人に流されやすい。レネブにはウスノロやウスラバカと呼ばれている。
守護聖人の資格である聖遺物は両手足に移植されている「聖ゲオルギウスの両手足の骨」。本来聖ゲオルギウスは男性のため移植による副作用で体が天使性になっている（男性器と女性器の両方を持っている）。能力は強靭な力と反応性で、また両手足の「骨」自体を使うことで体に聖者の力を帯びることができ、さらに人知を超えた力と両手足が別の意識を持ってるかのようなほどに反応性が強化される。しかし力の聖性に体は耐え切れず悲鳴をあげ（「骨」発動中はその痛みで常に苦しんでいる）、両手足も無茶苦茶な動きをするため、長時間の戦闘は不可能である。
セルレア
「黒」の一員。女性。
目を開けたまま寝る。
槍と大砲がひとつになっている巨大な武器「戦車（チャリオッツ）」を片手で操って戦う。

### その他の屍
水島（みずしま）
呪い憑き。生前は依海高校の女生徒（クラスはD組）。誰からも相手にされない日々を過ごしており、その孤独に耐え切れず自殺サークルに参加するが、サークルの主催者である赤紗によって三人の仲間と共に屍として再生された。自分の受けた痛みを縁を結んだ相手に強制的に、かつ数倍にして返す呪いを使ってマキナを苦しめるが、自殺した場所に旺里が供えた色紙（水島の名前と、弔いの言葉が書かれていた）を見て動揺したところをマキナの攻撃を受けてダメージを負う。逃げようとしたところで赤紗と出会い、屍から普通の死体に戻されて死亡。遺体は赤紗の座壇『奇想蓮華』に吸収された。
季四辺 鞆春（きしべ ともはる）
声 - 勝杏里
嵩柾の親友で読み切り2作目に「冬花」という名前の妹と共に登場。18歳。女性にモテるタイプで、近隣の女子高生からは「プリンスQ」の異名で呼ばれるほどのイケメンだった。嵩柾の良き相談相手であり、誰よりも嵩柾のことを理解していた。
後に本編にも回想の形で登場し、嵩柾と彼との間に起こったその後の経緯が語られる。妹と共に交通事故で死亡し、彼は未練のあまり屍と化して、自分を事故死に追いやった人間を次々と殺害したという。死因からか、車を支配するという呪いを持ち、操った車で相手を轢くなどの強力な攻撃を行う。
生前の陽気で優しい気質は皆無となり、残忍な笑みを浮かべ、加害者達だけでなく何の罪も無い一般人をも惨殺した。嵩柾、イツキに対しても微塵の容赦もなく襲い掛かり、友だった自分を殺すのかと嵩柾を葛藤に陥れたが、最期は梅原と冬麻によって再び殺された。嵩柾に対してイツキを「人間」と見なすか「屍」と見なすかを決意するきっかけを作った人物でもある。
アニメでは「玄」で登場。四年前の事件で嵩柾に重傷を負わせ潜伏していたが再び姿を現す。こちらではイツキとの激戦の末、彼女に倒された。
萩野（はぎの）
声 - 中井和哉
アニメオリジナルキャラ。自らを「カリスマ」として慕っていた女性たちとハーレムをして暮らしており、自身の命令に従わない者は惨殺していた。七人の女性の遺体を警察に見つかり、マンションの20階から飛び降りたが屍となる。本人は「吸血鬼になった」と思い込んでいた。吸血した女性を自己暗示により自身の下僕化させる能力（屍化はしない）を持ち、戦闘時には蝙蝠のような姿になり飛行する。
下僕化した女性たちを差し向けることでマキナを苦戦させたが、最終的にマキナに殺された。
四巴 輝流（よつは ひかる）
声 - こやまきみこ
アニメオリジナルキャラ。大麟館によく遊びに来ていた。高速道路で起きた事故により死亡したが、「遊びたい」という未練から二人の子供と共に屍と化した。遊びと称して人を惨殺していた。その屍と融合して、巨体な屍になることができる。
マキナと闘っていたが、旺里が持っていた大麟館の子にあげた絵（自分が描いた絵）に反応し動きを止めて、マキナによって攻撃を食らい、分裂させられてマキナに殺された。
御咲 君（おさき くん）
声 - 飯塚雅弓
アニメオリジナルキャラ。人気絶頂の歌手だったが、元々体が弱く、体調を崩して療養していたが死亡。だが「もっと歌いたい」という未練から屍として蘇った。以後、彼女の歌で稼ごうとするマネージャー（声：浜田賢二）とヤクザたちによって守られ、ファンの前にも姿を見せず、CD販売のみで活動していた。感情の起伏が激しく些細なことで怒り人を殺す。口からはマキナを簡単に吹き飛ばすほどの衝撃波を放ち、戦闘時には巨大な鳥のような姿になって戦う。なお、登場した回のエンディングテーマは、彼女の声を担当した飯塚の歌が使われた。
初戦では自身の能力や赤紗からの警告を受けたマネージャーが配置したヤクザたちの妨害でマキナを退けるも、再戦時に景世が流した自身の歌に動揺した隙を突かれて樒で動きを封じられたところをマキナに倒される。
光良（みつよし）
声 - 千葉進歩
アニメオリジナルキャラ。墨鳥の中学時代の剣道部仲間。不死身のヒーローになった自分が悪を倒すという妄想じみたブログを書いていたが、内容が現実に起きた事件と一致していることに気がついた旺里は光良が自覚のないまま屍と化していると察知しており、ブログにコメントを書き込んで呼び出し、既に死んでいることを理解させようとするが、彼は旺里を悪の手先と勝手に決めつけ、ヒーローを模した変身をして襲いかかってきた。自分が受けた攻撃を敵にはね返す「呪い」を持っていたが、墨鳥の電話に動揺した隙をつかれ水薙生に倒される。
大谷塚（おおやづか）
声 - 麻生智久
アニメオリジナルキャラ。新興宗教団体「永久生命研究教団」の教祖。実は彼自身が屍で「言霊」を媒介とする呪い憑き。炎や木などを作り出せ、また他の屍を支配できる。
その不死の術は「呪い」を使って支配させた屍を利用したイカサマであり、不死の奇跡を信じ込ませて信者を増やし、金儲けをしていただけだった。それらの有様が「七星」の不興を買ったため、彼らの襲撃に遭い、最後は「七星」北斗に抹殺された。
躯雷（くらい）
声 - 千葉一伸
アニメオリジナルキャラ。「呪い」を宿したマキナの監査官を担当していた光言宗の僧侶。屍姫を「穢れた存在」と見なしており、彼女たちと接しているせいで自身の悟りを開けないと思い込んでいる。
七星をマキナのいる本山へ誘導するために現れた赤紗に殺害されるが、上述の「屍姫のせいで自身の悟りが開けない」という未練から屍化しマキナに襲いかかるもの旺里の霊気を受けて一時的に復活したマキナに瞬殺された。その後、光言宗の僧侶が屍化したという事実を揉み消すために彼の屍化は隠蔽された模様。

### 一般人
犬彦瑞樹（いぬひこ みずき）
声 - 大浦冬華
依海高校生徒会に所属し、1年総括を勤める少女。校内一の情報通で行動派。生徒会としての活躍も目覚しく、教師陣も一目置くほど。
ロングヘアーと女子としては長身なこと、ややタレ気味な瞳。正義感が強く、他者のトラブルを見過ごせない性格の姉御肌。そのため、多少の危険は覚悟の上で行動する主義。旺里たちとは小学校からの付き合い。
勝気で男勝りで、言葉遣いも行動も乱暴だが実は照れ隠しらしい。繊細な心配りも出来、状況判断力も高く、屍やヒトガタと言った人知を越えた事実を事実と受け止められるだけの精神力も持ち合わせている。
ミントパイポ（激強）を愛用し、よく咥えたそれは彼女のトレードマークにもなっている。男の名前に聞こえるからか、自分の苗字を嫌っている。
牛島 尋維（うしじま ひろしげ）
声 - 奈良徹
旺里のクラスメイト。ちょっと妄想癖が激しい文化系の不良。恥ずかしいポエムを書いている。
巨乳好き（お胸様信者）で望を慕っているが、あまり相手にされていない。しばしば旺里、墨鳥とトリオで行動する。
ちなみに旺里が望の手をつないだ時には「地平線（ホライゾン）」、春日が旺里に手作り弁当を渡した時には「おっぱい飢饉」など様々な迷言を残している。また、屍（七星）と遭遇して、九死に一生を得た翌日に女の子（マキナ）の名前や住所を気にするある意味すごい人。
墨鳥（すみとり）
声 - 庄司将之
旺里のクラスメイト。剣道部に所属している。冷静沈着な性格で、物事に動じない。
春日 望（かすが のぞみ）
声 - 丸山美紀
旺里のクラスメイトの少女。1-Aの女子出席番号7番。巨乳であり、牛島からは「お胸様」と呼ばれている。なお、旺里よりも早く登場しており、景世の寺の檀家の娘である。好物はマシュマロ。写真を趣味としている。場馴れしていないが大怪我を負っても悲鳴をあげずに堪えるなど精神力が強い。
1話で人食いビルの肝試しに参加して屍に殺されかけるが、マキナに助けられる。それ以降もしばしば屍に関する事件に巻き込まれている。旺里に惹かれている。
アニメでの設定
アニメ版ではマキナの戦う姿を見て死に魅了され、マキナに憧れて、マキナに近づく旺里を敵視していたが旺里に惹かれるようになる。前述の「死への憧れ」を七星・頭屋に利用され、最終的に歪質に殺されてしまう。死の間際旺里の屍姫になることを望んだが、適性は無く屍化もしなかった。
理子（りこ）
声 - 堀江由衣
大麟館の院長の女性。館の子供達を育てている。細い目が特徴の眼鏡美人。子供達に深い愛情を注ぐ一方、多少のことでは動じない豪胆さもある。景世とは昔からの付き合いで、彼の仕事については知らず、子供の教育に良くないことをするたびに殴っていたが、心から信頼していた。景世の葬儀の際には気丈に喪主を務めた後、オーリの前で号泣した。
読み切り版の第1作には、彼女によく似たキャラクターが登場している。性格はかなりの天然。
高遠
依海高校の一年生。霊研所属。
肋丘 砂夫（ろくおか すなお）
声 - 糸博
アニメオリジナルキャラ。依海南クリニックの院長。赤紗に唆され、寝たきりとなった妻の命を永らえさせるため、自身のクリニックの産婦人科で妊婦が出産した際に心臓麻痺で死亡し屍化した女性の細胞を利用した実験を行っていた。そして数多くの女性を疑似屍に変貌させていた。
その屍をマキナに倒された後、景世に身柄を拘束されるが、赤紗によって口封じのために殺された。

## 用語

### 屍（しかばね）
未練と妄執によって動く死体の総称。多くの場合、生きている人間を襲う。いわゆる「ゾンビ」や「リビングデッド」と類似しているが、脳以外の場所を再生できる再生力を持っている。その生命力と身体能力は強く、呪いの核となっている脳を粉砕するか、身体を完全にバラバラにするなど、再生力を越えるダメージを与えないと「死なない」。生前の知性こそ存在するが、生前は凶悪犯であったりと危険な性格を持つ者が多く、また屍となった時点で知性とは別に理性を失い、殺人を楽しむと言った狂気に支配されるものが多いため、大半は目先の欲望に従い行動する。
また、外見もその多くは生者と掛け離れた姿と化しており一般社会に溶け込んでの活動はあまり見られない。大半の屍は人型を保っているが、一方で、ある程度強力な屍の中には人体の一部が突出して肥大化していたりと明らかな“異形”となっているものも数多い。それらは通常の屍とは明らかに区別され、呪い憑きには及ばないまでも強力な屍として認識されている。
一般に屍が生息する場所は死んだ所や未練に関する所であり、これを応用して光言宗では遺留品に宿った未練から屍を探索すると言ったことも行っている。また、屍が好む場所としてあまりに多くの人間が死に、人が寄り付かなくなったために穢れた土地「忌土地」が挙げられ、その場にある屍に力を与えることもある。さらに、特定の場所に常駐する屍も存在し、その場合は壁抜けなどの特殊能力を持つこともある。
通常は7–8年で自然消滅するが、稀に強い未練を「性（さが）」という思想に変質させて、消失時間に抵抗する個体が存在する。故に「性」を持つ屍の危険性は大きい。彼らはある程度物事の筋道をわきまえているため、短絡的行動を取ることがないが、それは同時に自らの性を最優先するためである。
屍は個々の抱く行動原理「未練」にしか興味がなく、協調性にも乏しい存在であるため、大半は単独行動が主である。ただし、同時期に同じ場所で死ぬことによって未練を共有するか、強力な未練を持つリーダーに率いられることによって、一部の屍は「群れ」と呼ばれる集団を形成していることもある。
呪い憑き
「呪い」と呼ばれる特殊な能力を備えた一部の屍である。屍の妄執によって、時になんらかの物質を媒介することで、通常では考えられない物理的現象を引き起こす。後述の座壇にも言えることだが、触媒を得ることによって、呪いの効力は増大する。
呪いは屍の「未練」が限界を越えることで発現するものであり、前述の「性」を加え、呪い憑きは通常の屍に比べ、遥かに強力である。また、呪いは個々の屍の未練によって発現するものが異なる。代表的なものに対象と縁を結び、受けた傷を数倍にして返す「共有」、多くはマンションの一室と言った規模の異空間を作り出し、対象を閉じ込める「陣地」など多種多様なものがいる。
死を呼ぶ不吉
知性ある屍同士（作中では死面、狭間など）で使われる隠語。「人間が死ぬ場面に引き寄せられる人間」の俗称であり、劇中ではオーリがその人。また、星村黒白もその一人であると自ら発言している。一万人に一人の確率で存在し、生まれながらに「死」と強い縁を結びその予兆を幻視する。その性質上、屍に好まれるが、同時に屍と出会う確率が高くなるため寿命が長くない。
ヒトガタ
「大群」が「死の国」建国のために、死体に死霊を詰め込み作成した人にあらざるモノ。性格の近い屍に比べ生命力に劣るが、中身の怨霊は不滅であるため、死体を乗り換え復活する。最大の特徴として縁（後述）を持つことが挙げられるが、人間とはかけ離れたモノであるため、縁は悪縁である。
まったく道徳心に欠けた存在であり、社会に溶け込みながら犯罪行為などを積極的に行い、また消滅する際にも悪意を撒き散らすため、光言宗本山「山磨市」を忌土地化する上で格好の存在であった。総数として120体ほど生産されたようだが、最終的には生産を行った「七星」自らの手により、すべて消滅させることを見越されていたようである。

### 大群（おおぜいのけがれ）
強力な屍をリーダーとする謎の一団。他の屍の集団や、道を踏み外した人間の呪術者達も組織に組み込んでおり、数多の不死王を抱えるその有様はまさに質・量ともに史上最大の屍の群れといえる。転生なき世界=死者の国の建設を目的としている。
七星（しちせい）
体に北斗七星を模した7つの星が刻まれた屍たちの集団、七名の極めて狂暴で強力な屍で構成されている。一年半前、星村家の人々を皆殺しにし、主人公マキナの運命を変えた者たちで、マキナにとっては不倶戴天の仇敵。特に明確な結果を求めて動いているわけではなく、光言宗からは「病のように現れ殺し、霧のように消える群れ」と認識されている。「大群」に組み込まれ、彼らと共に殺戮を行なう。
屍に信奉者を持つ、数少ない群れの一つ。その実体は実質的指導者である「狭間」が頂点に立つ「北斗」を屍の「あるべき姿」として知らしめんがための広告として創った群れである。「北斗」によって多くの屍を引き寄せる一方で、七星の徴を与えられた個々の屍もまた強大な未練「性」の持ち主であり、その実力は高い。なお、加入条件は己の性に生きることは勿論だが、性に従って死ぬまでを含んでのものである。
大群内では知と理を兼ね揃えた群れとも見なされており、「狭間」の定めた指針の下、各個の「性」を最優先しつつも、理的な活動を行っている。
棺
正式名称は癲棺（クルイヒツギ）。「大群」が「死の国」建国のために百八人分の末期の血を詰め込み作成した箱。また、それ自体が「未練というエネルギーを詰め込んだ電池」と言えるものであるため、呪い憑きにとっては増幅器としてあらゆる方向に使用できる規格外（特級）の媒介である。よって、王復活の儀式や戦闘の際にも流用された。数を含め、二十八宿にちなんでいるとされる。
棺を持つ屍はそのまま「棺持ち」と呼ばれ、上下の区分けが曖昧な「大群」の中でも上位者となっている。現在確認されている「棺持ち」は5人の教主および、教主の配下に当たる「七星」とヴラウプニル、都合上「棺」を持っていた赤紗の13名。
大神殺し（たいしんごろし）
ギリシャ神話などに稀に出現する特殊な子宮を持つ女。代表例としてはテティスが挙げられる。父親となった個体を超える個体を生み出せる能力を持っており、本来なら何百世代も経なければならない生物の進化を、わずか一世代で行なうことが出来る。大群はこの能力を利用して王を最強最高の状態で甦らせようとした。元は骨だけしかなかったが（アイギスが来日時に運び込んだ）、ロギアが200体以上の死体からパーツを選り分け、内臓にいたるまで完璧に付肉し、復元した。後に王の復活と共に破壊された。
死の国
大群の最終目標。実現した暁にはすべての死者がことごとく屍と化し、際限なく死者に力を与え続けるとされる。いわば実現するのは輪廻転生の存在しない世界であり、この屍のみに都合の良い理想を掲げたことによって、本来まとまるはずのない「大群」を成立させたと言える。

### 光言宗（こうごんしゅう）
大元帥系真言密教の一派（架空）。信徒数は約600万。空海の流れを汲み、1100年の歴史を誇る。象徴する図案として、「三色巴紋」を採用している。教義に従い、屍姫を使って屍を狩っているが、僧侶の中には屍姫を「死に迷った者」「悟りに最も遠い存在」「穢れ（けがれ）」として見る者も多い。本山は愛知県山磨市。
作品中では何故か「大元帥系」とする記述と「大師系」とする記述とが混在する。ただし、光言宗寺院の看板が描かれているコマからは、看板に「大師系」と書かれているのが確認できる。
指揮系統が上意下達型の厳然たるピラミッド型組織となっており、それぞれ上位から大僧正・権大僧正・僧正・権僧正・少僧正・権少僧正・大僧都・権大僧都・僧都・権僧都・少僧都・権少僧都・大律師・律師・権律師……、という僧階が定められている。なお、大僧正位は神生真生で65代目。
しかし、内部統制は一枚岩とは言えず、教義解釈や組織の運営方針を巡って、「修法派」と「衆生派」という二大派閥に分断されており、最高幹部である六人の僧正達もどちらかの派閥に属している。なお、前者は主に契約僧らによる現場重視であるが、後者は監査官らを中心とした統制重視であり、屍姫の扱いも大きく異なっている。

### 屍姫（しかばねひめ）
光言宗が未練ある死体を使って作った『屍』殺しの少女たち。畏怖と憐憫と侮蔑と嘲笑を込めて『屍姫』、あるいは「不死殺し」と呼ばれている。「姫」の名の通り、現在まで女性しか確認されていないが、それは屍姫を作り出す術法が「光言宗の開祖が亡くなった一人娘のためだけに作り出した術」であり、その術法があまりに難解であったために、開祖の弟子の中にも遂に完全に理解出来る者は現れず、その一部だけを流用した不完全なものに過ぎないためである。その他にも元の対象（娘）の性別・年齢・星の巡りなどが近い死体でなければ効果を持たない。
光言宗の僧侶の一人と契約しており、契約者から離れると回復能力が下がったり、契約者の死が自身の死と直結しているなど、通常の屍とは異なる点も多い。第三者が屍や屍姫に触れると、自分の死に顔が見えてしまうという現象が起きるが、一定期間で直る。
術法の効果により、屍の頑強さだけでなく、人間らしさも兼ね揃えており、その点が「屍」と「屍姫」を分かつ境界となっている。
切断された四肢すら即座に接着可能な高い再生能力によって、本来なら筋骨の断裂で得ることの出来ない人間の限界筋力を完全な形で引き出せ、薬や毒が効きにくいという特性も持つ。さらに、空腹にはなっても餓死することは基本的にはなく、水のみで生存することも可能である。
光言宗には教主たる大僧正の「屍姫を集中させることは不吉を自ら呼び込むのと同義」という詔勅があり、そのため、屍姫が他の屍姫と共闘することは少ない。極めて稀に「呪い」を持つ屍姫も存在するが、使用した際にはしばし「浄房」行きが定められるなど、その扱いは光言宗内でも慎重を持って行われている。
あらすじの戒律にもある通り、108体の屍を倒すと天国へ逝けるとされている。
食事をしなければ空腹を感じ、運動すれば汗をかき、入浴もすればトイレにも行く等、一応は生前と変わらぬ生体活動が行われているらしい。また彼女たちは、下着を着用していない描写となっているが、ちゃんと着用していることが単行本裏表紙で判明している。
なお、本編で生き残った屍姫は、山神イツキ・高遠アキラ・カガセオの3人だけである。
アニメでの設定
天国に逝けるという言い伝えは偽りで、理性を失い、永久に生きる「破壊の屍」と化してしまう。108体近い屍を倒した者、もしくは「破壊の屍」なってしまった者は契約僧との縁を切られ棺に封印される。また、屍姫の霊力の源は開祖の娘であり、その棺が北斗に破壊されてすべての契約僧とすべての屍姫の縁が消滅し力を失う描写がある。

### 契約僧
屍姫と契約を結び、屍を滅ぼす職についた僧侶。僧階が大僧都以上の者にしかなることは許されない。人数は光言宗全体で約90名。屍姫と友情を超えた感情になることも多々ある。
守護
光言宗が対屍戦用に各都道府県に配置した上級僧兵。人数は50名。それぞれ1人から5人の契約僧、および監査官長を部下として率いている。
樒（しきみ）
屍に効果のある数少ない毒草の一つで、対象を麻痺させることが出来る。屍に植えつけ、精気を吸い上げるよう品種改良した物も存在する。
神丹酒（ソーマ）
光言宗特製の肉体強化薬。銃弾の動きにも対応できる屍に拮抗できるなど、効果は強力だが持続時間はそれほど長くなく、副作用も強い。ちなみに神丹酒のラベルデザインは田神景世がしているが、それは本人の趣味を反映したものであるため、センスはかなり悪い。
座壇
僧兵自らが座主（領主）となった儀式壇の中で経典（または法具）を使用し、僧を守護する星や神々の力を一部借り受け奇跡を行う儀式で、光言宗僧兵が行う術式最強の戦闘術。作中に再三登場するものとして、赤紗の奇想蓮華（キソウレンゲ）、莉花の金爪異掌（コンソウイショウ）、嵩柾の六道調伏（リクドウチョウブク）等がある。
法具
僧兵が座壇を使用する上で用いるシンボル的な器具、仏具。持った神秘性によって、特級〜9級までの10段階のランクが存在する。

光言宗偉家十聖（こうごんしゅういかじゅっせい）
光言宗開祖の高弟十人の末裔で、神生（かみう）・紫央（しおう）・高峰（たかみね）・荒神（あらがみ）・土門（つちかど）・葵・総角（あげまき）・標（しるべ）・宮宮（ぐうみや）・星村（ほしむら）の十家。いずれも高位の優秀な僧を輩出してきた。作中では星村が断絶となっている。
屍法姫教典（しほうききょうてん）
偉家十聖の家に代々引き継がれてきた秘奥。「未練ある死体」から「屍姫」を作り出す技術が記されており、光言宗最大の禁忌であると同時に最大の秘儀でもある。この教典の独占こそが、十聖を他家と隔絶する象徴であるという。

五諒山（ごりょうさん）
光言宗の霊山。一時期は本山としても利用されていた。

### 縁
人と人を繋ぐ、目に見えない繋がり。運命や宿星と同義。この作品では、屍姫と契約僧の縁は生命のエネルギー「霊気（ルン）」をやりとりするパイプの役目をしており、契約僧が死ぬと縁が絶たれ、屍姫の能力は激減することを大きく示す。この縁を感覚的に掴むことが契約僧の第一条件であり、縁を辿れば離れた場所にいる相手の居所も探知できる（屍姫の方から探知することも可能）。
縁切り
屍姫は生者とは異なり、結べる縁に限りがあるため、最も強い縁（=契約僧との縁）以外の縁を切り捨てなければならない。その際に行われる儀式の総称である。
結縁灌頂（けつえんかんじょう）
契約僧と、それを守護する仏尊との縁を明らかとし、自身の能力と可能性を見出すための儀式。具体的には曼荼羅の上に目を閉じたまま樒の葉を投げ、着地点にある仏尊との間に縁ありということになるが、曼荼羅の外に葉が落ちた場合は仏縁無しとして、契約僧としての資格を失うこととなる。多くは特定の仏尊と縁を結ぶことによって、特殊な技術や知識などの加護を得ることが出来、また専用の法具も与えられる。ただし、相性には個人差があるため、以後能力を伸ばすにあたって伸び悩む者もいる。
なお、本来は「けちえんかんじょう」と読む。

### 大教会（グラン・テンプル）
キリスト教のカトリック派の組織、宗教そのものではなくあくまで軍事力としての組織。
本来は海外不干渉勢力だが本来倒すべき相手であるヴァルコラキを逃がしてしまったこととそのヴァルコラキを光言宗が捕獲し交渉してきたことで日本に干渉してきた。
組織の区分けが法王じきじきに渡される十字架の色でされており日本に送られてきたのは「黒」で異霊神罰審判者、ほかにも「青」の聖遺物研究等が存在する。
異霊神罰審判者（アリアン・ペイジメント）
悪霊と異端異教を絶滅させるための組織。貞比呂いわく「最も狂信的でもっとも過激」。
十字架は黒で「絶滅の黒」と呼ばれている。
キリスト教らしく、銀弾や聖者の力などで戦っているが、本来の相手ではない屍には効果は薄い（再生阻害の効果やダメージは十分にある）。
守護聖人（アーティフィシャル・セイント）
「黒」が作り上げた悪霊と戦うための力。
生身の人間の体に聖遺物を埋め込むことで強靭な力や特殊な能力を得ている。
その力の代償に、聖遺物から発する膨大な力のせいで寿命が短い。

### ZENBU NOSE（ゼンブ ノセ）
魔法少女（巨乳ネコミミセーラーメイド）。「屍姫」の世界に存在する魔法少女アニメ、またその主人公の名称。
あらすじは、何の特徴もないごく普通の女子高生である主人公「無色透子（むしょく とうこ）」がある日萌え星の力を得て、多重萌え属性魔法少女「ZENBU NOSE」に変身する力を得て、敵を倒していくと言うものである。
各話に登場する敵にはそれぞれ異なった萌え属性の弱点が設定されており、「ZENBU NOSE」はその属性を自分に上乗せすることによって敵を倒していくが、次第に属性は自身の許容量を越えた「全部乗せ」状態になっていく……。
そして、迎えた最終回では自身の萌え質量が限界を越え、臨界点を達してしまうことを知り、地球を守るため自ら太陽に突入するという『鉄腕アトム』を彷彿とする終わり方をする。作者曰く、萌えに警鐘を鳴らす内容でもあったとのことである。
近畿限定のフィギュア、オルゴールの共鳴箱などグッズもあり、光言宗内にも景世や鉦近などの確固たるファンもいる模様。
ライバルは呪術闘士（貧乳しっぽツインテールエルフナース体操服）THUYUDAKU FULLSET（ツユダクフルセット）。
アニメではさらに派生作品として登場キャラをデフォルメした『ZENBU NOSE プチッと』が主流となっている。

## 書誌情報

### 単行本
- 赤人義一 『屍姫』スクウェア・エニックス〈ガンガンコミックス〉、全23巻
  1. 2005年8月22日発行、ISBN 4-7575-1506-5
  2. 2006年2月22日発行、ISBN 4-7575-1626-6
  3. 2006年8月22日発行、ISBN 4-7575-1738-6
  4. 2006年12月22日発行、ISBN 4-7575-1824-2
  5. 2007年5月22日発行、ISBN 978-4-7575-2016-5
  6. 2007年10月22日発行、ISBN 978-4-7575-2134-6
  7. 2008年2月22日発行、ISBN 978-4-7575-2220-6
  8. 2008年6月21日発行、ISBN 978-4-7575-2301-2
  9. 2008年9月22日発行、ISBN 978-4-7575-2379-1
  10. 2009年1月22日発行、ISBN 978-4-7575-2472-9
  11. 2009年7月22日発行、ISBN 978-4-7575-2605-1
  12. 2010年1月22日発行、ISBN 978-4-7575-2777-5
  13. 2010年7月22日発行、ISBN 978-4-7575-2933-5
  14. 2010年12月22日発行、ISBN 978-4-7575-3084-3
  15. 2011年6月22日発行、ISBN 978-4-7575-3250-2
  16. 2011年11月22日発行、ISBN 978-4-7575-3386-8
  17. 2012年4月21日発行、ISBN 978-4-7575-3549-7 / 初回限定特装版 ISBN 978-4-7575-3499-5
  18. 2012年10月22日発行、ISBN 978-4-7575-3723-1
  19. 2013年4月22日発行、ISBN 978-4-7575-3937-2
  20. 2013年10月22日発行、ISBN 978-4-7575-4032-3
  21. 2014年3月22日発行、ISBN 978-4-7575-4240-2
  22. 2014年8月22日発行、ISBN 978-4-7575-4386-7
  23. 2014年11月22日発行、ISBN 978-4-7575-4468-0

### 関連書籍
- 『屍姫パーフェクトガイド 屍解教典』2008年9月発行、ISBN 978-4-7575-2369-2
  - 単行本9巻までの作品データの他、読み切り版の第1作が「屍姫-魄（はく）-』というタイトルで掲載されている。
- 霧海正悟（著） / 赤人義一（イラスト） 『小説 屍姫 昏イ館』2009年8月12日発行、ISBN 978-4-7575-2636-5

## テレビアニメ
『屍姫 赫』（シカバネヒメ アカ）のタイトルで、2008年10月から12月まで全国U局系各局、BS11デジタル、AT-Xにて放送された。2009年1月からは放送局はそのままで、第2期として『屍姫 玄』（シカバネヒメ クロ）が放送された。実質的には2クール作品で、全25話（赫 全13話・玄 全12話）。なお、マキナ達屍姫と七星の対決をメインとしたオリジナルシナリオのため、原作に登場している王や七星以外の教主は登場せず、原作とは末路が違う人物もいる。未完での終了となったが、玄DVD第四巻で伊佐木と水薙生の出会いを描いた未放映エピソードが収録された。

### スタッフ
- 原作 - 赤人義一[2]
- 企画 - 田口浩司[2]、武田康廣[2]、森山敦[2]
- 企画協力 - 清水一秀[2]、松崎武吏[2]
- 監督 - むらた雅彦[2]
- ストーリー・脚本 - 會川昇[2]
- キャラクターデザイン - 久保田誓[2]、貞方希久子[2]
- シカバネデザイン - 小島大和[2]
- プロップデザイン - 杉山了蔵
- メカプロップデザイン - 田村勝之
- 色彩設計 - 油谷ゆみ[2]
- 美術監督 - 松本浩樹[2]
- 撮影監督 - 山田豊徳[2]
- 編集 - 瀬山武司[2]
- 音楽 - 住友紀人[2]
- 音響監督 - 三間雅文[2]
- プロデューサー - 山賀博之[2]、川崎とも子[2]、倉重宣之[2]、柏田圭一[2]
- アニメーションプロデューサー - 白石直子[2]、瀧ケ崎誠[2]
- アニメーション制作 - GAINAX[2]、feel.[2]
- 企画協力・制作 - GANSIS[2]
- 製作 - 屍姫製作委員会[2]

### 主題歌
ただし、第14話以降は『玄』
オープニングテーマ「Beautiful fighter」（第2話–第26話）
作詞 - atsuko / 作曲 - atsuko、KATSU / 編曲 - KATSU / 歌 - angela
エンディングテーマ
「My story」（第1話–第3話・第5話–第12話・第15話・第26話）
作詞 - atsuko / 作曲 - atsuko、KATSU / 編曲 - KATSU / 歌 - angela
「眠れる星の蒼い砂」（第4話）
作詞 - 只野菜摘 / 作曲・編曲 - 住友紀人 / 唄 - 飯塚雅弓
「Beginning」（第13話–第14話・第23話–第24話）
「光、探せなくとも」（第16話–第25話）
「Stay With Me」（屍姫ぷちっと）
作詞 - atsuko / 作曲 - atsuko、KATSU / 編曲 - KATSU / 歌 - angela

挿入歌「謝罪状況」（第23話）
作詞 - atsuko / 作曲 - atsuko、KATSU / 編曲 - KATSU / 歌 - angela

### 各話リスト
| 話数    | サブタイトル                  | 絵コンテ              | 演出              | 作画監督                                                     |            |
| 屍姫 赫 | 屍姫 赫                       | 屍姫 赫               | 屍姫 赫           | 屍姫 赫                                                      | 屍姫 赫    |
| ------- | ----------------------------- | --------------------- | ----------------- | ------------------------------------------------------------ | ---------- |
| 01      | 死が舞う                      | むらた雅彦            | むらた雅彦        | 貞方希久子                                                   |            |
| 02      | 遊戯のつづき                  | むらた雅彦            | むらた雅彦        | 渡辺敬介                                                     |            |
| 03      | 夜の声                        | 小竹歩                | 小竹歩            | 小島大和                                                     |            |
| 04      | 惨美歌                        | 佐々木奈奈子          | 佐々木奈奈子      | 杉山了蔵、氏家嘉宏 相坂ナオキ                                |            |
| 05      | 背信僧                        | 木村隆一              | 木村隆一          | 本村晃一、田村勝之                                           |            |
| 06      | 妖走の果て                    | むらた雅彦            | 神原敏昭 津田尚克 | 相坂ナオキ                                                   |            |
| 07      | 偽言魂                        | ひいろゆきな          | ひいろゆきな      | 貞方希久子                                                   |            |
| 08      | 安らぎ                        | 水島精二              | 佐伯昭志          | 横井将史                                                     |            |
| 09      | その胸にトキメキを            | 高柳滋仁 むらた雅彦   | むらた雅彦        | 萩原弘光、浜津武広 相坂ナオキ                                |            |
| 10      | 地に星                        | 木村隆一              | 木村隆一          | 長谷川ひとみ                                                 |            |
| 11      | ある夜                        | 小竹歩                | 小竹歩            | 芳垣祐介                                                     |            |
| 12      | 夜明け                        | 佐伯昭志              | 佐伯昭志          | 平田雄三、久保田誓                                           |            |
| 13      | 契約僧告別式次第              | むらた雅彦            | むらた雅彦        | 渡辺敬介                                                     |            |
| 屍姫 玄 |                               |                       |                   |                                                              |            |
| 14      | 光の道筋                      | むらた雅彦            | むらた雅彦        | 浜津武広、枡田邦彰 杉山了蔵、相坂ナオキ                      |            |
| 15      | 我が敵                        | 高柳滋仁              | 津田尚克          | 相坂ナオキ                                                   |            |
| 16      | 愛しき異形                    | ひいろゆきな          | ひいろゆきな      | 貞方希久子                                                   |            |
| 17      | 異月の貌                      | 佐々木奈奈子          | 佐々木奈奈子      | 鈴木豪、浜津武広 枡田邦彰、相坂ナオキ                        |            |
| 18      | 性と未練                      | 園田雅裕              | 園田雅裕          | 枡田邦彰、立田眞一 氏家嘉宏、田村勝之 重本和佳子、相坂ナオキ |            |
| 19      | 幸福という怪物                | 富田浩章              | 富田浩章          | 本村晃一                                                     |            |
| 20      | ありふれた望み                | 高柳滋仁              | 津田尚克          | 鈴木豪、丸山隆 佐藤元昭、杉山了蔵 相坂ナオキ                 |            |
| 21      | 我が母は穢れたまいし          | 津田尚克 むらた雅彦   | 津田尚克          | 枡田邦彰、氏家嘉宏 浜津武広、緒方浩美                        |            |
| 22      | 生者の価値                    | 平松禎史              | 平松禎史          | 横井将史 貞方希久子                                          |            |
| 23      | 地獄の先へ                    | むらた雅彦            | むらた雅彦        | 鈴木豪、佐藤元昭 杉山了蔵、相坂ナオキ                        |            |
| 24      | 一〇八の嘘                    | 小竹歩                | 小竹歩            | 久保田誓、小島大和 名倉智史、貞方希久子                      |            |
| 25      | 屍の果て                      | 阿部雅司 佐々木奈奈子 | 津田尚克          | 杉山了蔵、氏家嘉宏 萩原弘光、緒方浩美 浜津武広、相坂ナオキ   |            |
| 26      | それでも、人として （未放映） | 阿部雅司              | 阿部雅司          | 杉山了蔵、緒方浩美                                           |            |
|         | 屍姫ぷちっと （DVD映像特典）  |                       | 貞方希久子        | 貞方希久子                                                   | 貞方希久子 |

### 放送局
| 放送地域 | 放送局     | 放送期間                                                                    | 放送日時           | 放送区分       | 備考                              |
| -------- | ---------- | --------------------------------------------------------------------------- | ------------------ | -------------- | --------------------------------- |
| 日本全国 | AT-X       | （赫）2008年10月02日 – 2008年12月25日 （玄）2009年01月01日 – 2009年03月26日 | 木曜 10:30 – 11:00 | CSチャンネル   | 視聴年齢制限あり リピート放送あり |
| 神奈川県 | tvk        | （赫）2008年10月04日 – 2008年12月27日 （玄）2009年01月10日 – 2009年03月28日 | 土曜 24:30 – 25:00 | 独立UHF系列    |                                   |
| 千葉県   | チバテレビ | （赫）2008年10月05日 – 2008年12月28日 （玄）2009年01月04日 – 2009年03月29日 | 日曜 23:30 – 24:00 | 独立UHF系列    |                                   |
| 埼玉県   | テレ玉     | （赫）2008年10月05日 – 2008年12月28日 （玄）2009年01月04日 – 2009年03月29日 | 日曜 25:00 – 25:30 | 独立UHF系列    |                                   |
| 兵庫県   | サンテレビ | （赫）2008年10月06日 – 2008年12月29日 （玄）2009年01月05日 – 2009年03月30日 | 月曜 24:00 – 24:30 | 独立UHF系列    |                                   |
| 東京都   | TOKYO MX   | （赫）2008年10月06日 – 2008年12月29日 （玄）2009年01月05日 – 2009年03月30日 | 月曜 25:30 – 26:00 | 独立UHF系列    |                                   |
| 愛知県   | テレビ愛知 | （赫）2008年10月06日 – 2008年12月29日 （玄）2009年01月05日 – 2009年03月30日 | 月曜 25:58 – 26:28 | テレビ東京系列 |                                   |
| 京都府   | KBS京都    | （赫）2008年10月08日 – 2008年12月31日 （玄）2009年01月07日 – 2009年04月01日 | 水曜 25:30 – 26:00 | 独立UHF系列    |                                   |
| 日本全国 | BS11       | （赫）2008年10月10日 – 2009年01月02日 （玄）2009年01月09日 – 2009年04月03日 | 金曜 24:30 – 25:00 | BS放送         | 『ANIME+』枠                      |

### 映像特典
『屍姫ぷちっと』
2009年8月5日発売の「屍姫 玄」DVD第四巻映像特典としてSDアニメ版屍姫が収録。制作：GAINAX、キャラクターデザイン：貞方希久子。

## WEBラジオ
『屍姫』ラヂヲ
「世空寺青空放送局」、「こちら大麟館放送局」の2番組交互放送。「世空寺青空放送局」は、第8回から「世空寺青空放送局 玄」となった。毎週金曜日配信。
配信サイト
- アニメイトTV

配信期間
- 世空寺青空放送局：2008年11月7日 - 2009年8月21日（全17回）
- こちら大麟館放送局：2008年11月14日 - 2009年7月10日（全13回）

パーソナリティ
- 世空寺青空放送局：菊地美香（天瀬早季役）、中村知世（山神異月役）
- こちら大麟館放送局：藤原啓治（田神景世役）、秋山奈々（星村眞姫那役）

### コーナー
世空寺青空放送局
- 呼び名
  - 番組内での呼び名に困った二人のの呼び名を募集するコーナー。

- 運試しコーナー（仮）
  - 二人の挑戦する運試し対決の罰ゲームコーナー。黒ひげ危機一髪で負けたほうが紙に書かれた質問に答えていく。

- 癒しのささやき
  - 二人が萌え萌えフレーズやセクシーフレーズ癒しや励ましの言葉をささやくコーナー。

- 熱血！魂の叫び！
  - かっこいい必殺技の雄叫びや、しびれるお約束なキメ台詞を、二人が熱く叫ぶコーナー。

- オープニングゲーム
  - オープニングゲームの敗者はエンディングに恐怖の罰ゲーム！ 罰ゲームの内容は地獄サイコロを振って決める。しかし、下のコーナーの中から毎回2コくじを引き、その選ばれた2つのコーナーで勝てば罰ゲームは相手に！

- 世界煩悩2009
- 未練、絶ちます
- 誰も笑ってはならぬ
- 逆打ちの呪文！
  - 逆さに読まれた言葉を答えるコーナー。5文字以内は10秒、10文字以内は20秒、15文字以上は30秒で答えなければならない。

- クイズ：三つの手掛かり
  - 三つの手掛かりから連想される何かを答えるコーナー。最初のヒントで正解すれば3点、次のヒントで2点、最後のヒントだと1点。点数の多い方が勝ち！

- 禁断の破戒

こちら大麟館放送局
- 最強のコンビは誰（仮）
  - 眞姫那と景世のように“二つ揃うと、最強”というものを広く探していこうというコーナー。

- 応えて、少僧正（仮）
  - お悩み相談コーナー。

- ヒメに懺悔せよ！（仮）
  - リスナーの懺悔したことに、活を入れるコーナー。

共通
- フツオタ
  - 一般のお便り。

- 何ちゃってIQテスト（仮）
  - 「世空寺青空放送局」と「こちら大麟館放送局」の対抗戦。点数のよかったチームにはプレゼントが、負けたほうには罰ゲームがある。

|        | 世空寺青空放送局（チーム屍姫） | 世空寺青空放送局（チーム屍姫） | こちら大麟館放送局（チーム大麟館） | こちら大麟館放送局（チーム大麟館） |      |              |
| ------ | ------------------------------ | ------------------------------ | ---------------------------------- | ---------------------------------- | ---- | ------------ |
| 放送回 | 回答者                         | ポイント                       | 回答者                             | ポイント                           | 満点 | 勝利チーム   |
| 第1回  | 中村                           | 012                            | 藤原                               | 12.5                               | 020  | チーム大麟館 |
| 第2回  | 菊地                           | 030                            | 秋山                               | 29                                 | 030  | チーム屍姫   |
| 第3回  | 中村                           | 016                            | 藤原                               | 13                                 | 020  | チーム屍姫   |
| 第4回  | 菊地                           | 079                            | 藤原、秋山                         | 105                                | なし | チーム大麟館 |
| 第6回  | 中村                           | 030                            | 秋山                               | 15                                 | 030  | チーム屍姫   |
| 第7回  | 菊地                           | 100                            | 藤原                               | 43                                 | 100  | チーム屍姫   |

## 関連商品

### CD
- 住友紀人 オリジナル・サウンドトラック 屍姫 赫（2008年11月26日）
- 住友紀人 オリジナル・サウンドトラック 屍姫 玄（2009年05月13日）
  - 主要なアニメ主題歌4曲はangelaの4thアルバムLand Ho!に収録
- TVアニメ屍姫 Webラジオ 屍姫ラヂヲ DJCD 第1巻 こちら大麟館世空寺青空放送局 玄（2009年05月27日）
- TVアニメ屍姫 Webラジオ 屍姫ラヂヲ DJCD 第2巻 こちら大麟館世空寺青空放送局 in 韓国&猫カフェ！（2009年07月23日）

### DVD
- 屍姫 赫 第一巻（2009年1月27日）
- 屍姫 赫 第二巻（2009年2月4日）
- 屍姫 赫 第三巻（2009年3月11日）
- 屍姫 赫 第四巻（2009年4月8日）
- 屍姫 玄 第一巻（2009年5月13日）
- 屍姫 玄 第二巻（2009年6月10日）
- 屍姫 玄 第三巻（2009年7月8日）
- 屍姫 玄 第四巻（2009年8月5日）